# Iglesia de San Pedro de La Sauve
La Iglesia de San Pedro es una iglesia católica ubicada en el municipio de La Sauve, en la región de Entre-deux-mers, dentro del departamento de Gironda, Francia.

## Ubicación
La iglesia está situada en la cima de una colina, 500 metros al oeste de la abadía de la Selva Mayor (en francés, La Sauve-Majeure), en la rue de l'Église de St. Pierre. El núcleo antiguo de La Sauve se extendía entre la iglesia y la abadía. Es claramente visible desde el portal occidental de la abadía y erige el muro este de su ábside como una fachada decorada, mirando hacia el pueblo y el monasterio.

## Historia y descripción
Además de su abadía, el municipio de La Sauve tiene la iglesia de San Pedro, que data de la misma época y también fue erigida gracias a San Gerardo de Corbie. Sin embargo, el pueblo que se asentó en torno a la abadía estaba formado por dos parroquias: San Juan y San Pedro, cada una con su propia iglesia. La iglesia de San Juan ocupaba la plaza central actual que lleva su nombre, al pie de la abadía. Fue destruida alrededor de 1690.
La iglesia de San Pedro fue fundada en 1083 y reconstruida a finales del siglo XII y principios del siglo XIII en estilo gótico, pero manteniendo algunos recuerdos del arte románico primitivo en la forma de las ménsulas labradas.

La iglesia primitiva constaba de una nave única rectangular con cabecera plana timbrada con tres ventanas paralelas llamadas 'tripletes'. Tenía la silueta austera que caracterizaba a las iglesias templarias de la Gironda. Hacia 1524, se añadió una nave lateral al norte de la nave. Del edificio original sólo queda, al sur, un tramo de muralla de pequeña fábrica, separado por niveles de sillería.

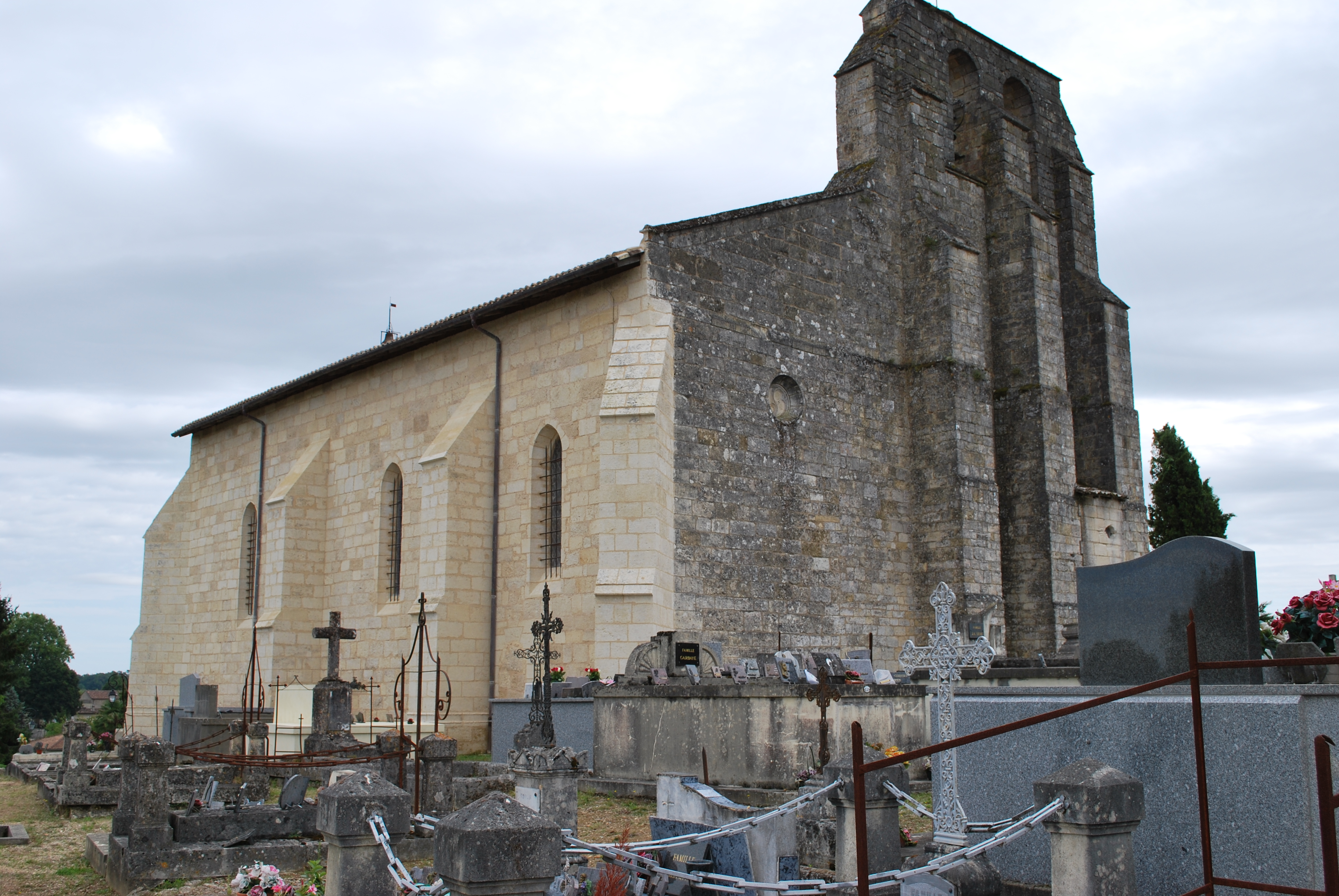
Fachadas norte y oeste
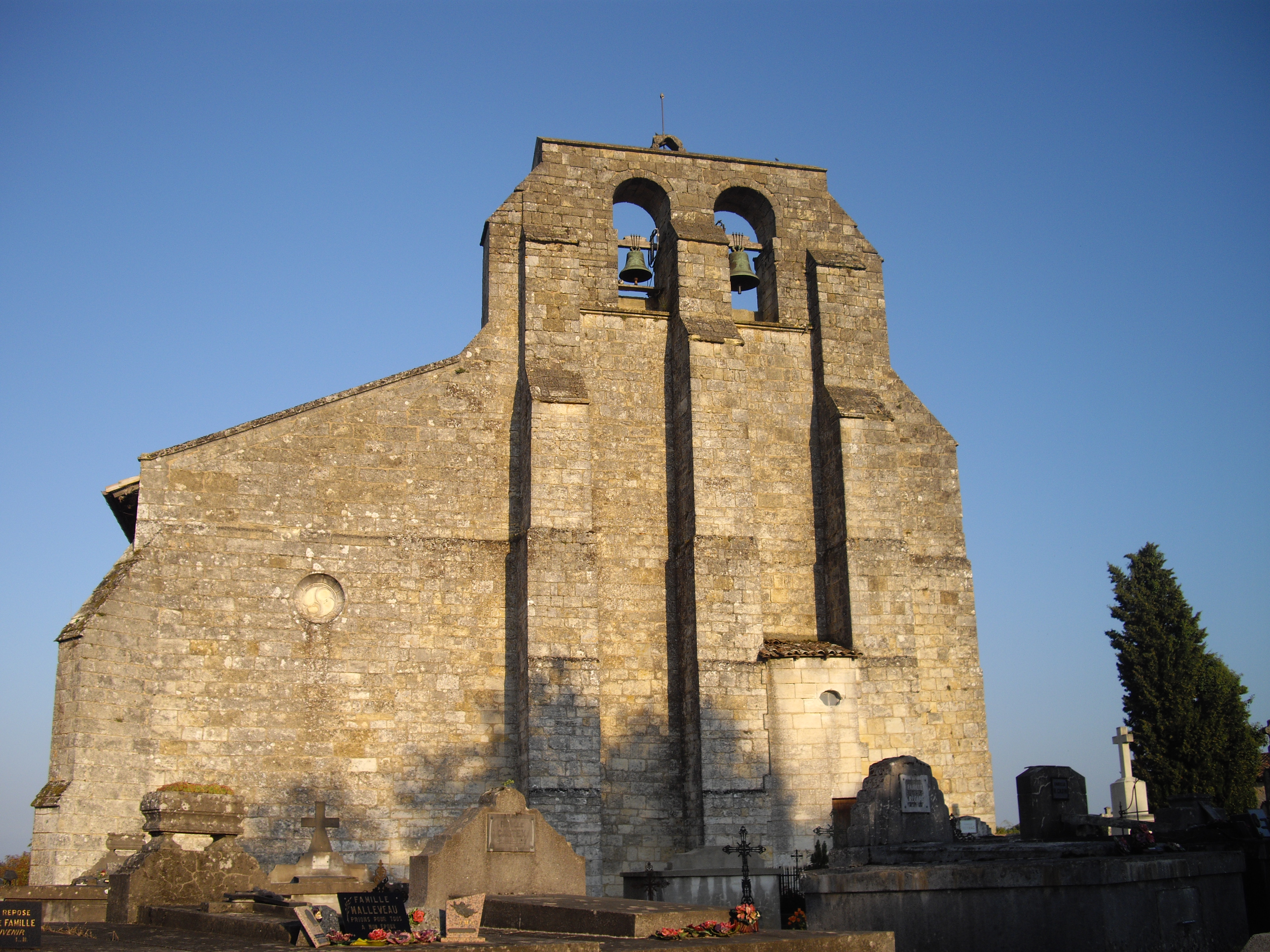
Fachada oeste
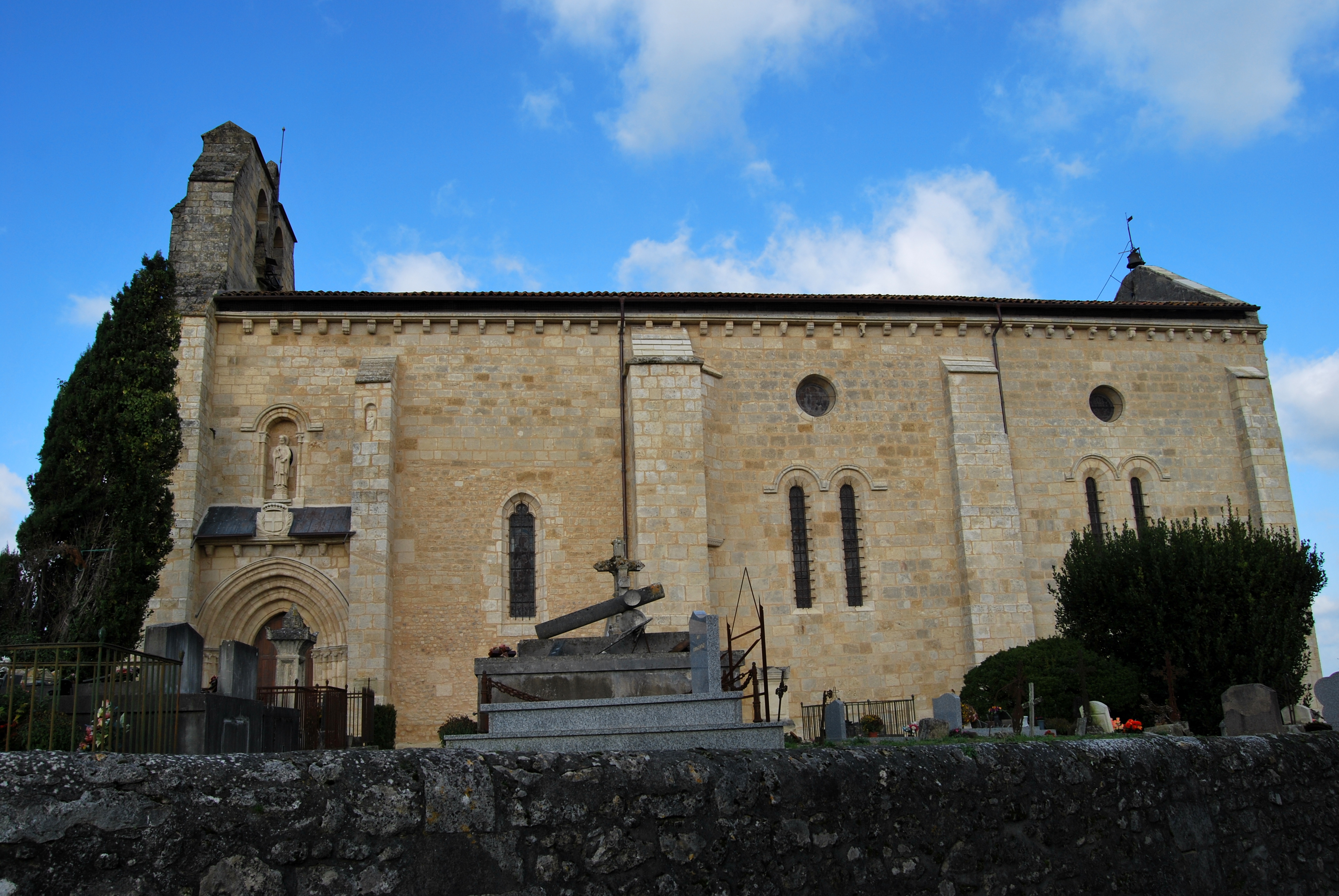
Fachada sur
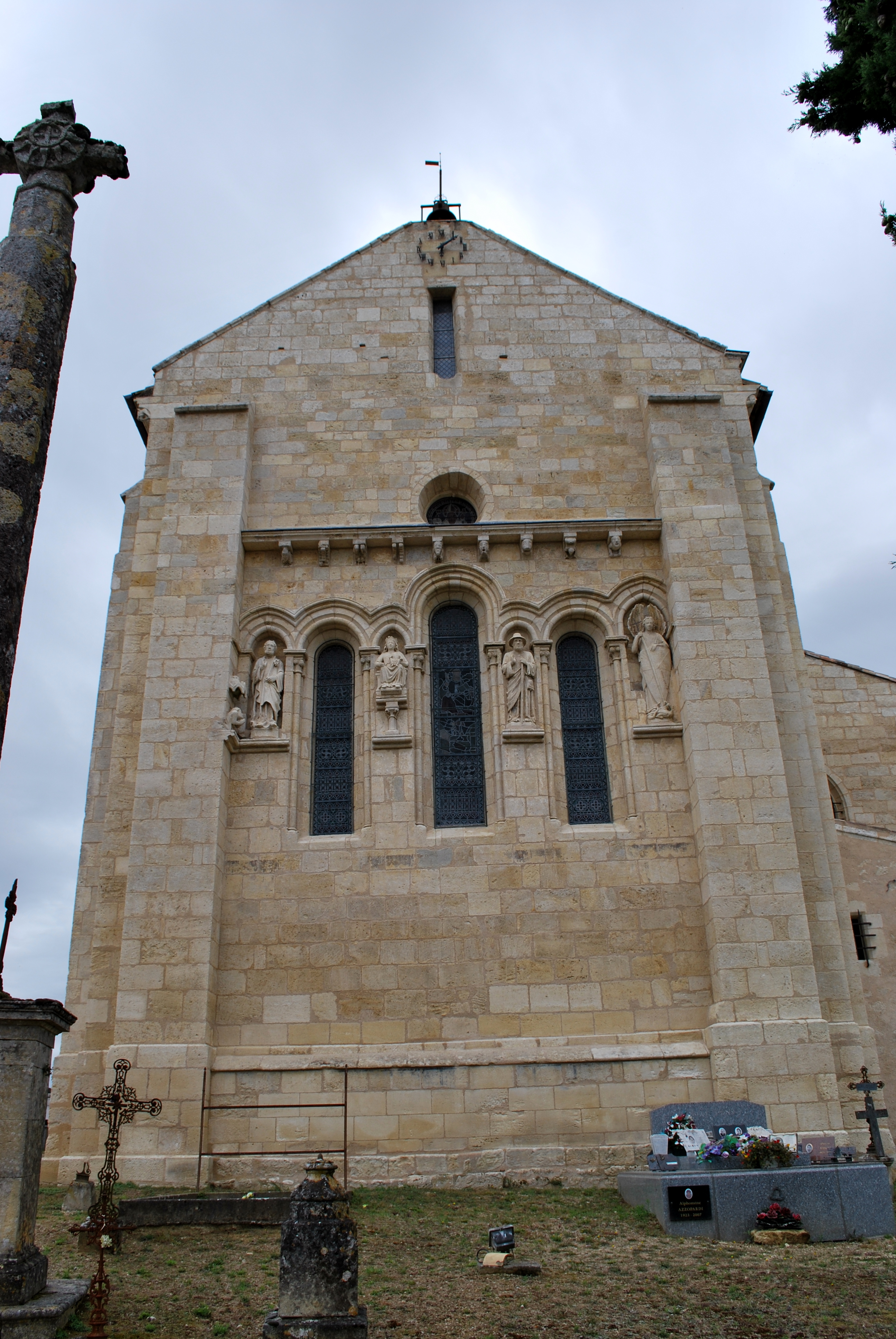
Fachada este

La fachada occidental de la iglesia no está decorada. La cara lateral sur está perforada con vanos geminados. En el primer tramo se abre el portal rematado por una triple arquivolta rematada por una estatua de San Pedro. El ábside está decorado con estatuas de Santiago el Mayor, la Virgen y San Miguel. En el muro exterior discurre una cornisa con ménsulas esculpidas.
Desde el siglo XIII, la hagiografía cristiana y el Nuevo Testamento son fuentes de inspiración con gran presencia en los programas de la iconografía monumental. Se abandonan los capiteles historiados y la serie de modillones tematizados, de carácter moralizador. En esta línea encontramos en la iglesia: cuatro de San Pedro, tres de San Miguel, dos de Santiago, dos Crucifixiones, tres de Santa María y los santos Gerardo, Pablo, Juan, Genoveva, Catalina...
El segundo gran apoyo del programa pedagógico gótico es la pintura mural. Aquí, como en miles de iglesias góticas, cubrieron casi todas las superficies interiores con temas bíblicos, escenas de la vida de los santos. Es “la Biblia de los pobres”.

### El exterior
La Sauve estaba en una de las muchas rutas compostelanas que cruzaban el Entre-deux-Mers. Con el flujo de peregrinos que se dirigían a la abadía, la topografía de las imágenes tuvo que adaptarse. Por lo general, la fachada oeste y la puerta de entrada son las más decoradas. Así, la fachada oeste, colocada fuera del campo de visión de los viajeros, no tiene decoración. Por contra, se ha fijado sobre una pared del campanario bordeada de contrafuertes. Hay dos campanas que datan de 1878. La más pequeña, 370 kg, marca las horas, mientras que la más grande, 700 kg, anuncia el Ángelus, mañana, tarde y noche.

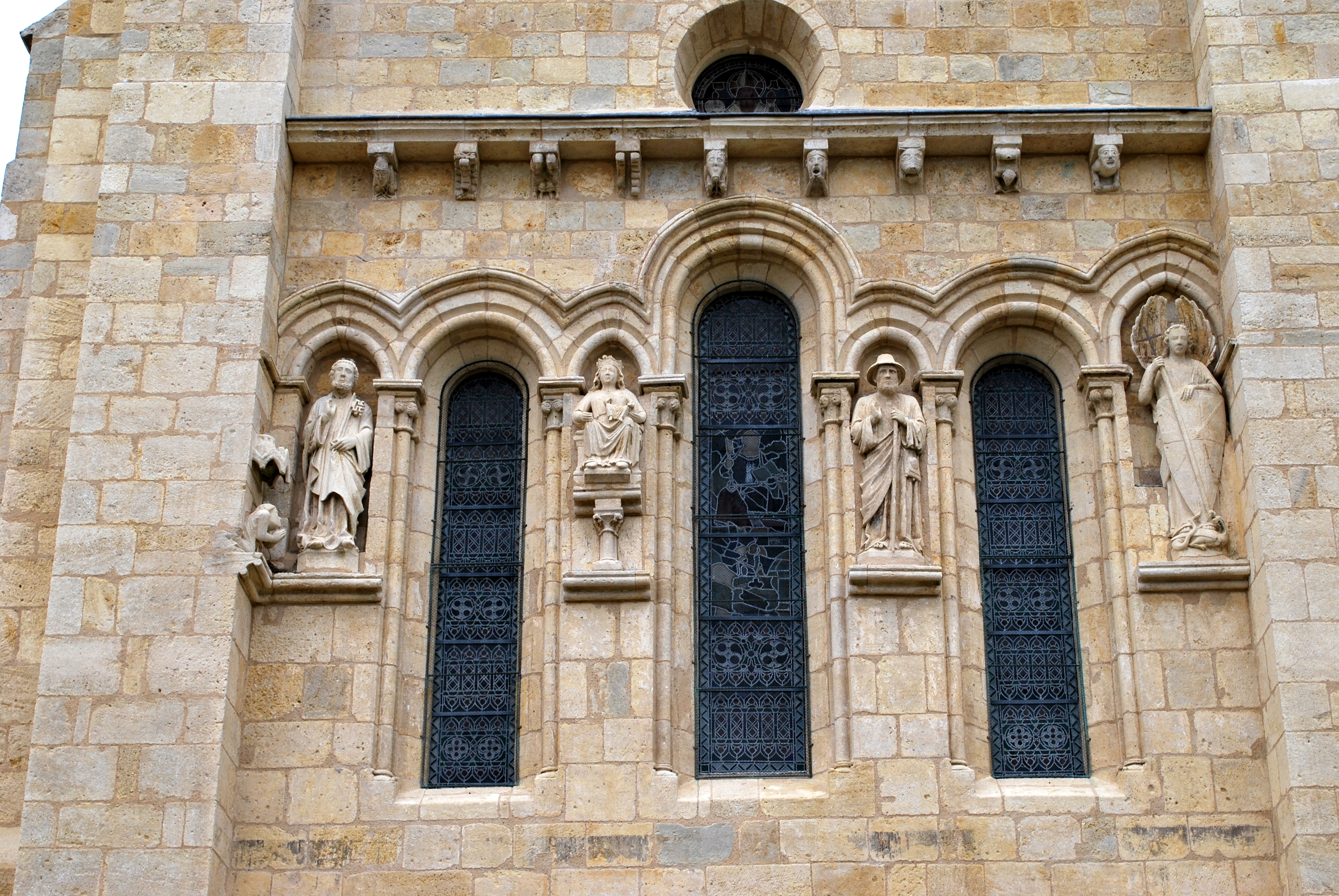
Detalle de la fachada este.

### Cabecera
El muestrario iconográfico de la iglesia es la cabecera, diseñada a modo de fachada y enmarcada por dos potentes contrafuertes, bien visibles desde la abadía. Según los historiadores, el ábside se completó antes de 1231.
A cada lado de las ventanas del triplete, hay estatuas de santos, de tamaño natural y exentas, que coronaban la parte alta, la más visible posible. De izquierda a derecha:
- San Pedro, patrón de la iglesia, con una llave en la mano izquierda. A sus pies, se postra una figura cobijada bajo un dosel que viste el hábito monástico. Pudiera tratarse de San Gerardo, fundador de la iglesia.
- Una Virgen en Majestad, sentada en un trono sobre una columna.
- Santiago el Mayor como peregrino. Lleva un sombrero de ala ancha, una cartera y sostiene un bordón de peregrino en su mano izquierda.
- Arcángel Miguel pisoteando al dragón.

La iluminación de la nave está asegurada por el triplete y superior, por un óculo y una estrecha ventana en el eje del ábside.
Entre el óculo y el triplete hay una cornisa sostenida por nueve ménsulas, siete de las cuales están labradas. La calidad de las esculturas no deja dudas sobre el taller que las realizó. Basta hacer la comparación con los modillones aún en pie en la abadía de La Sauve. Está claro que los modelos románicos continuaron siendo imitados tarde y en medio del movimiento gótico.

Hay representaciones típicamente románicas: el hombre pecador encadenado por las enredaderas terrestres; bestias feroces; gestos muy insultantes (sacar la lengua o las comisuras), parejas de hombres demasiado juntos. Pero lo que falta es la voluntad de utilizar la serie de representaciones para dar una lección de moralidad que se encuentra en las iglesias románicas de los XI y XII.

Modillones figurados de la cabecera
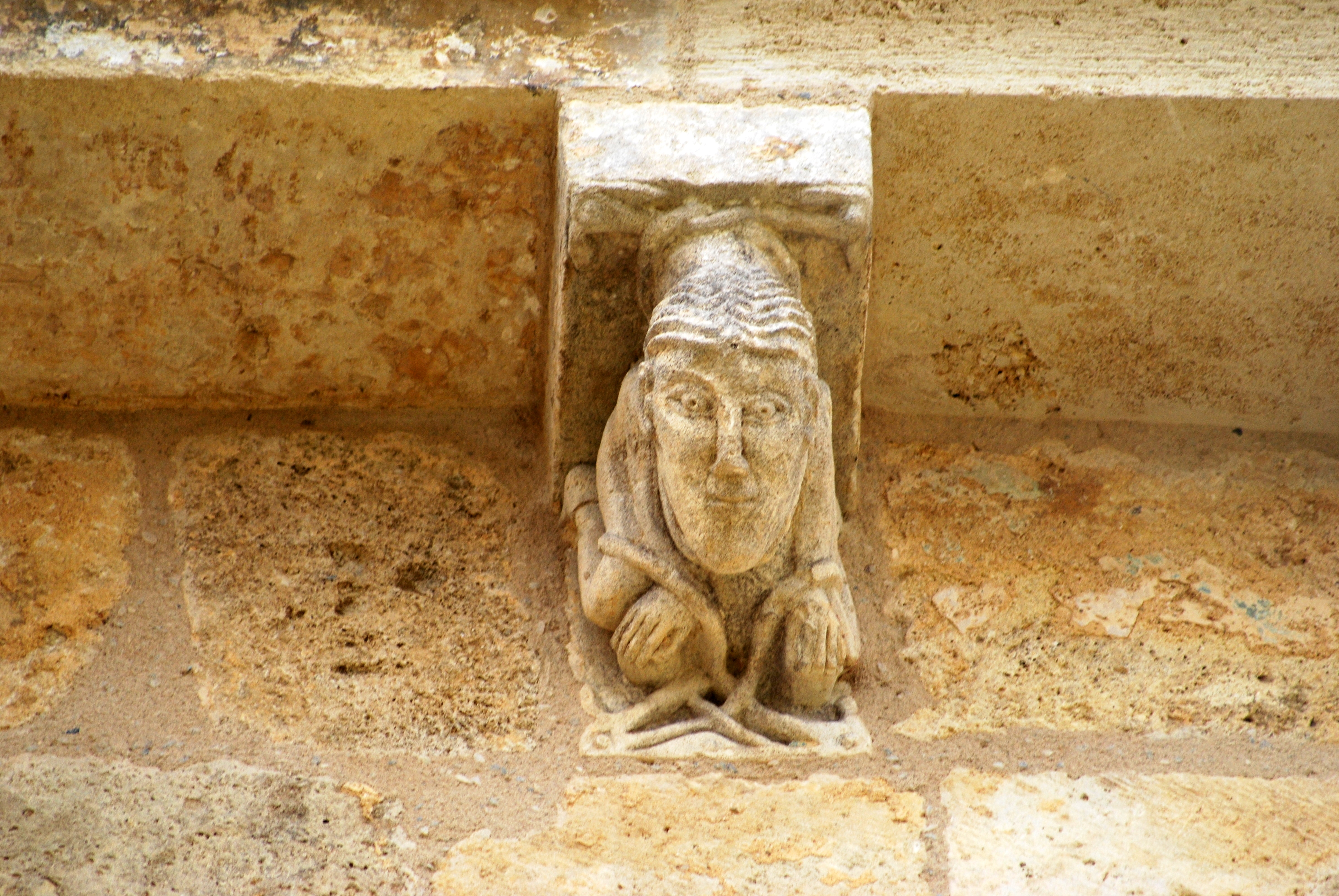
Hombre sostenido por enredaderas
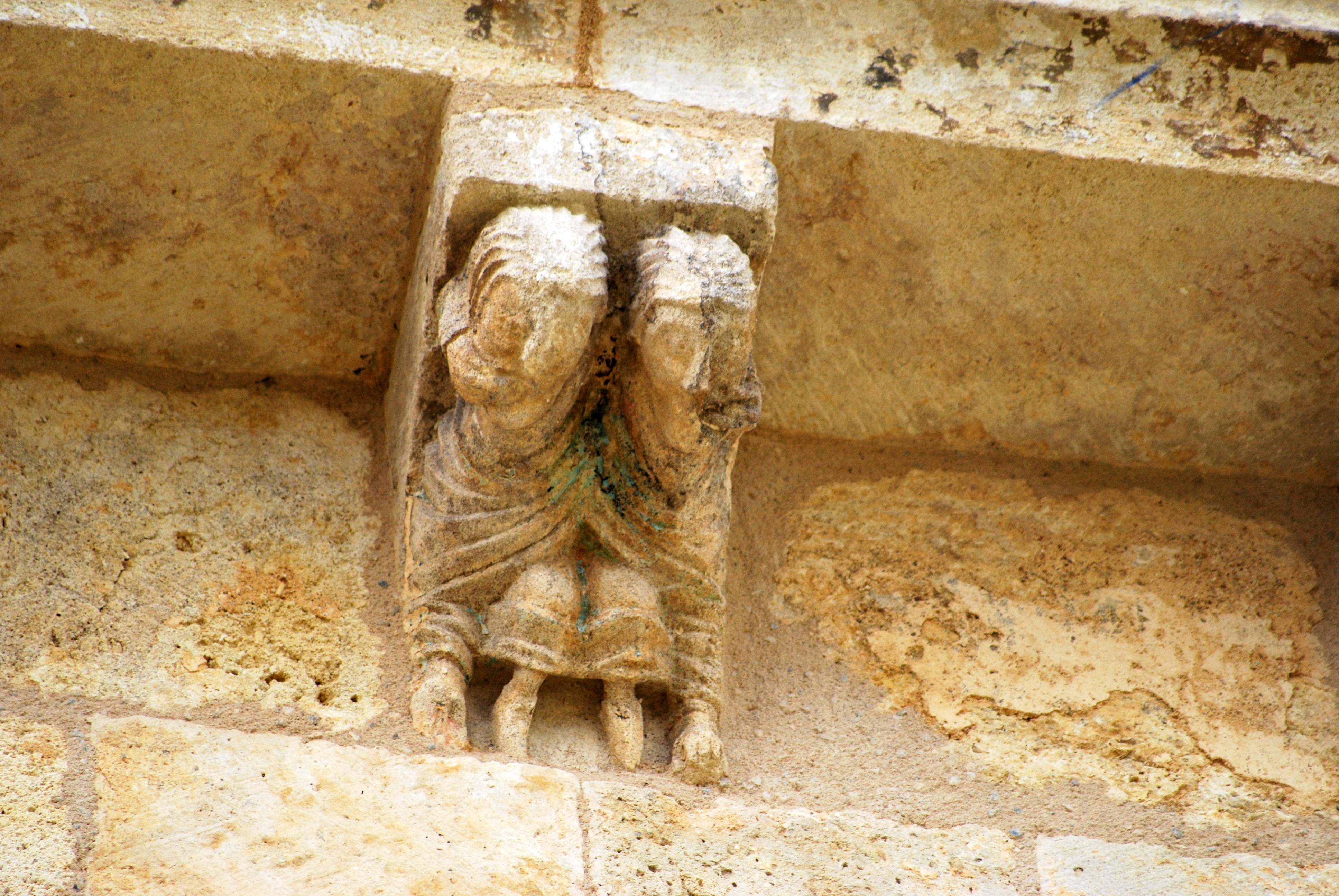
Dos hombres tirando de las comisuras
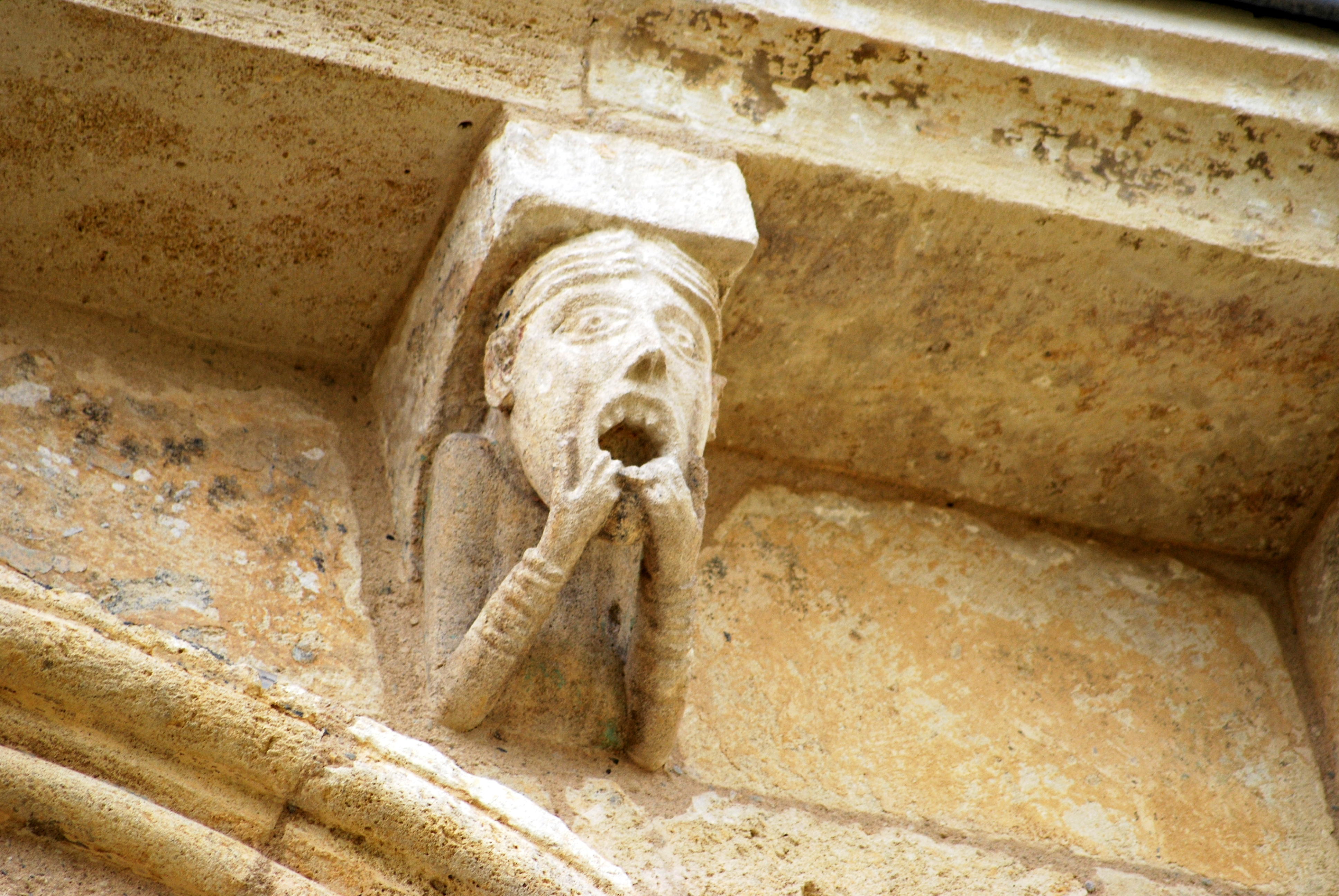
Hombre solitario tirando de las comisuras
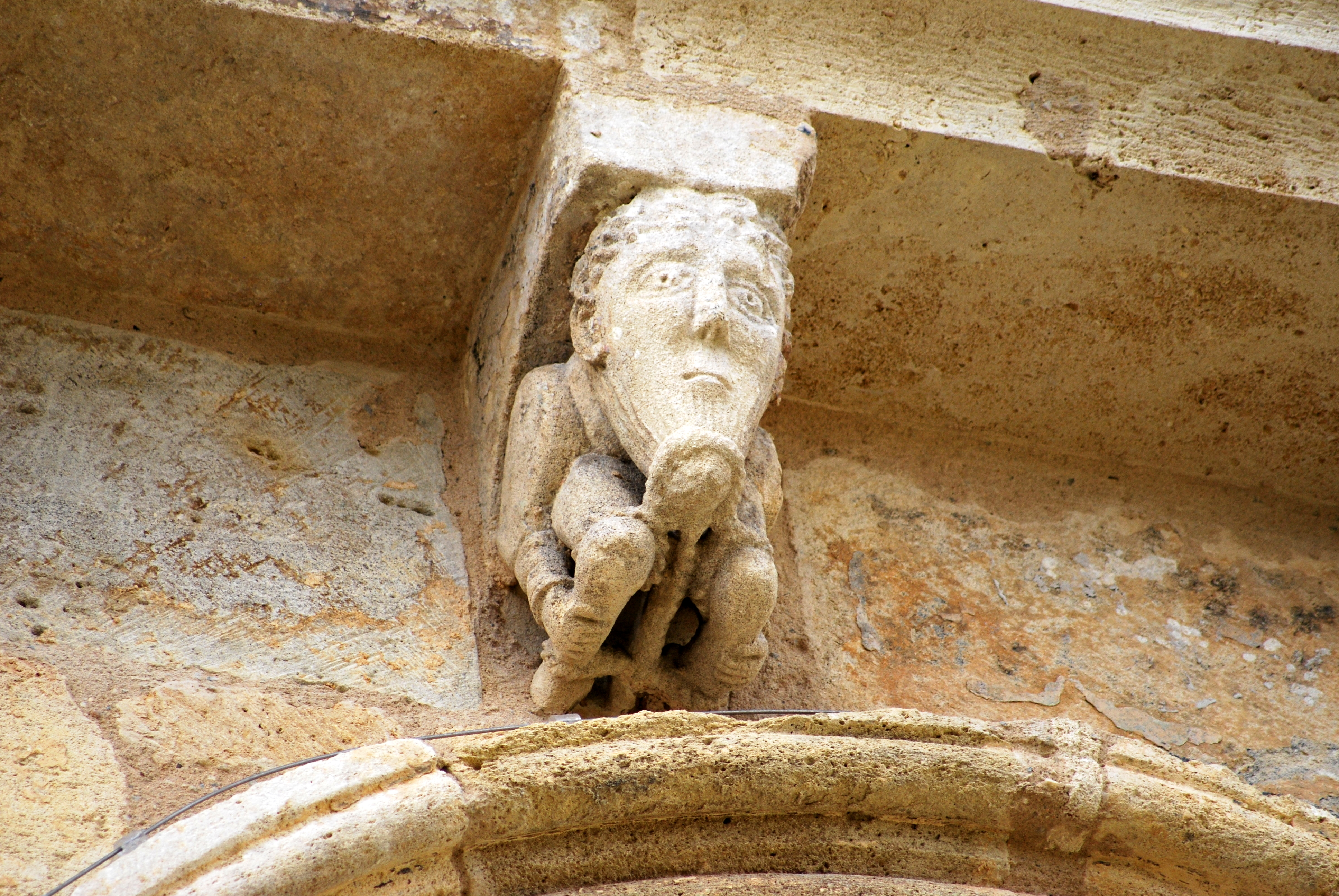
Hombre barbudo con barba, rodillas y tobillos encadenados
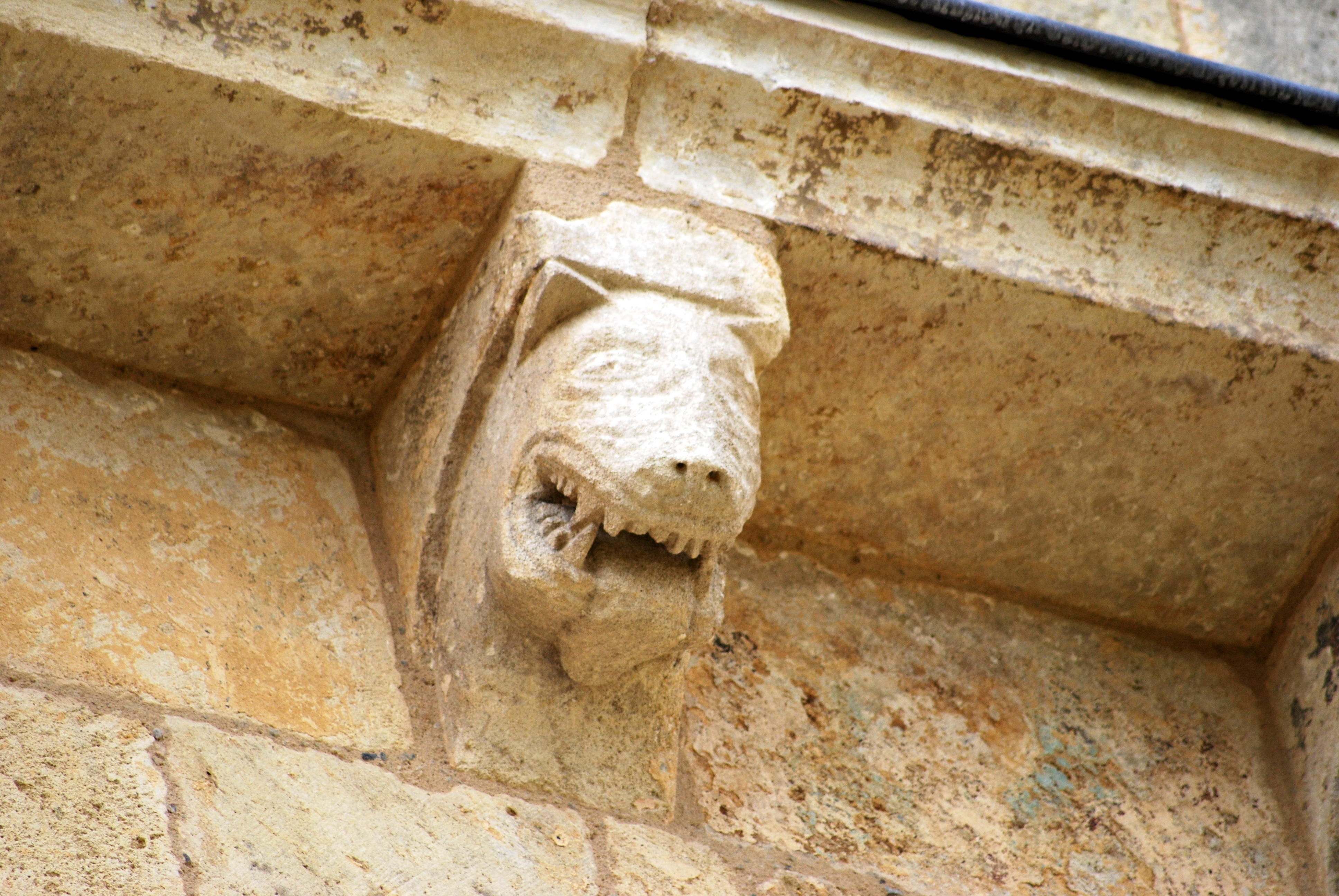
Lobo sacando la lengua
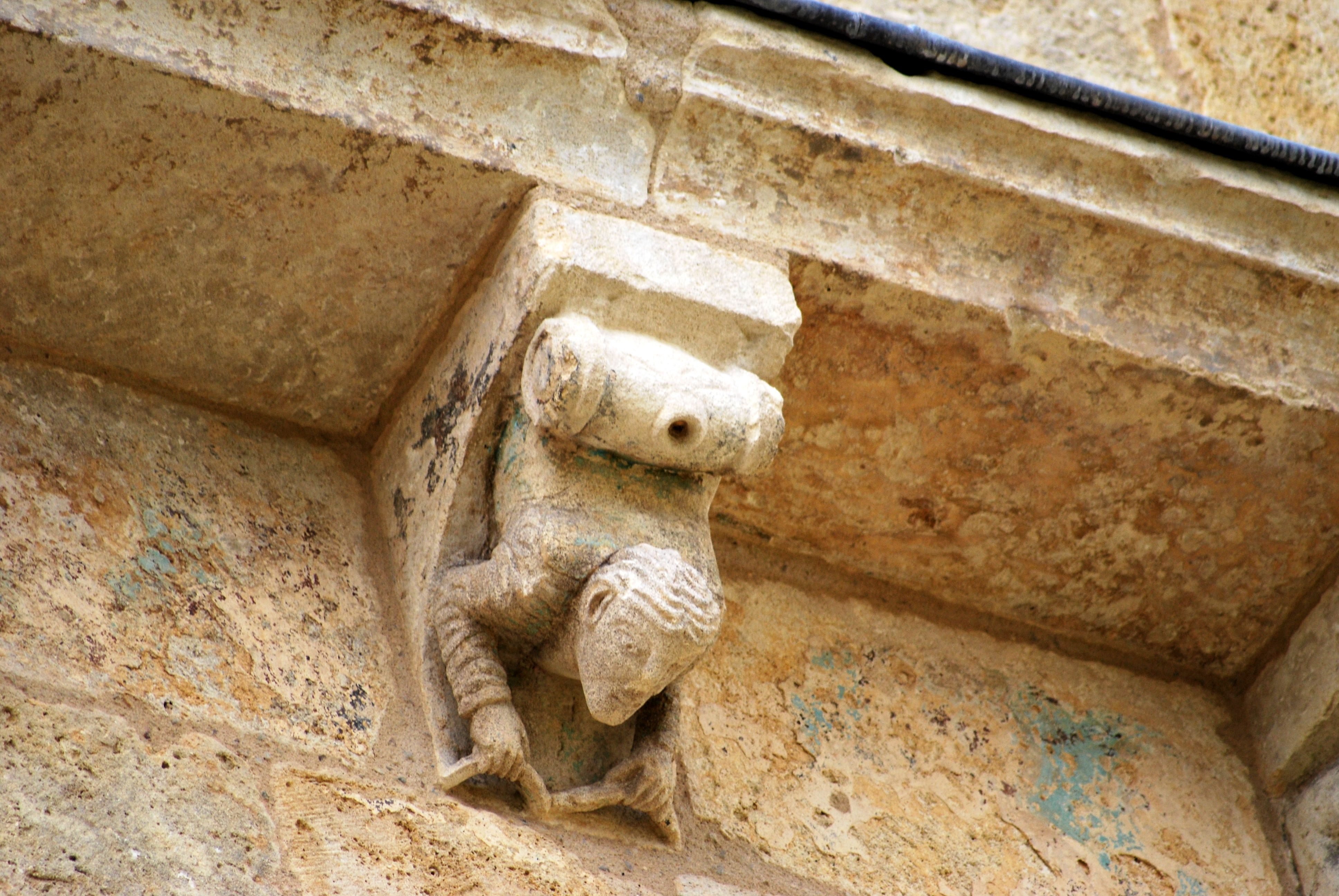
Hombre cargando
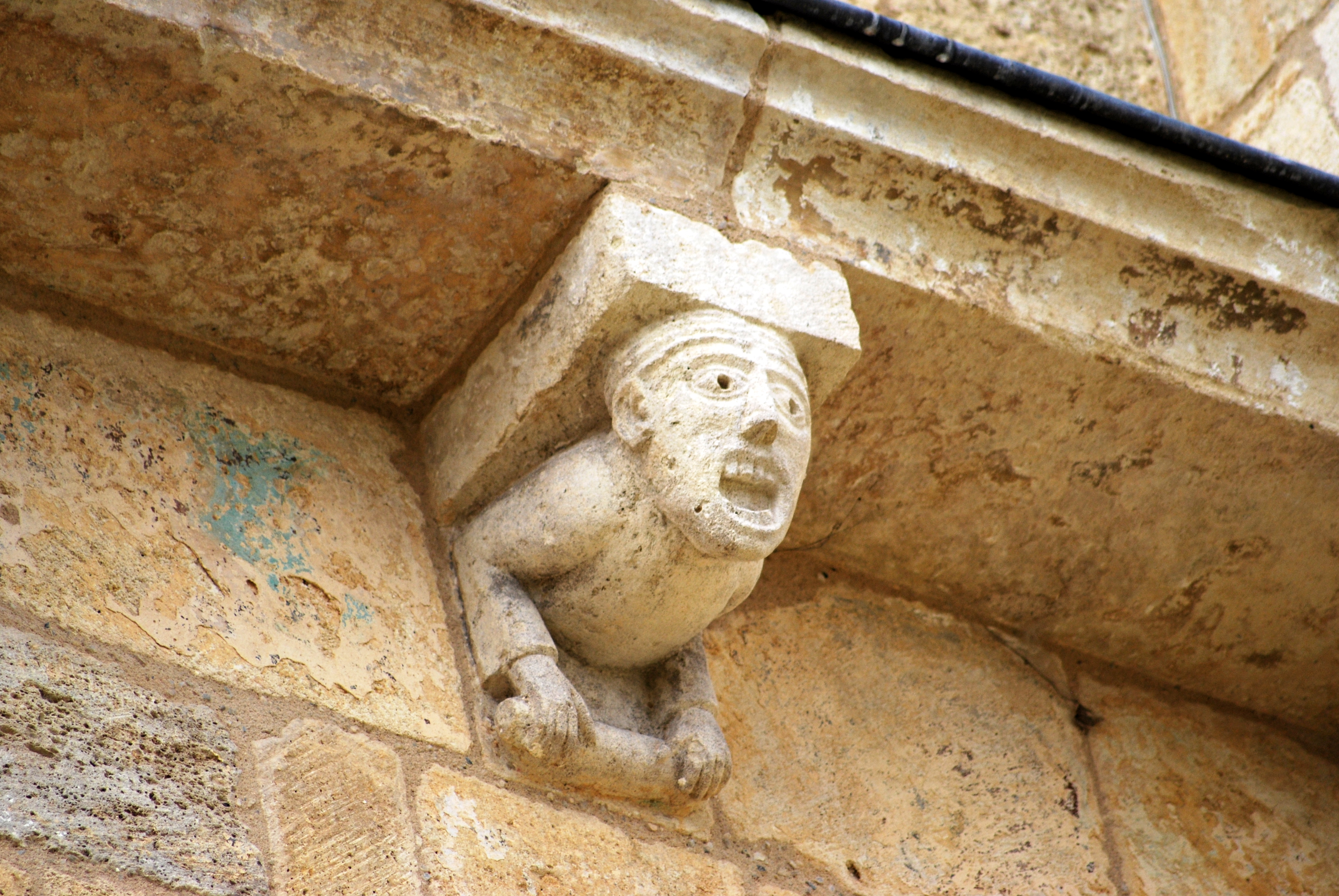
Hombre sostenido por enredaderas

### La puerta de entrada

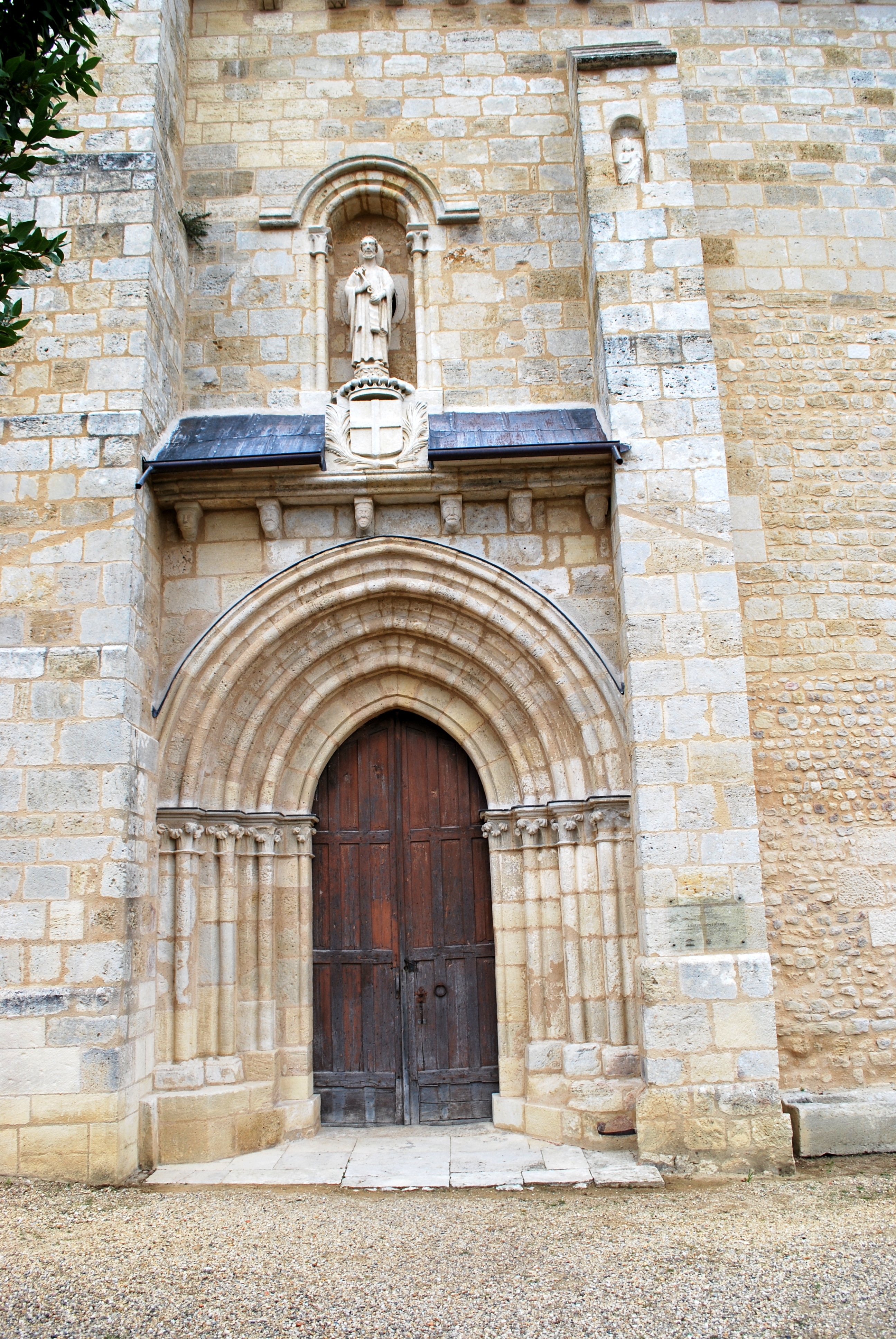
Puerta principal

### El interior
Los cuatro tramos de la iglesia primitiva y los tres tramos de la nave lateral están abovedados. El interior está decorado con pinturas de finales del XVI XVI .
Consiste en una nave rectangular dividida en tres bahías. El interior está completamente cubierto con decoración pintada de los XIII y XVI , restaurada en el XIX. Además, una capital de finales del XI XI siglo, procedente de la abadía, se utiliza allí como pila. La iglesia también alberga los restos de la tumba de San Gerardo, con una figura yacente de un abad mitrado.
Los altares de San Gerardo y Santa María
El altar dedicado a San Gerardo se encuentra adosado al muro oeste de la nave lateral norte de la iglesia.
El fundador de la abadía de la Selva Mayor y de la iglesia de San Pedro, San Gerardo de Corbie, fue enterrado dentro del recinto de la abadía en 1095. Con el deterioro de la abadía a principios del siglo XIX, cientos de esculturas fueron esparcidas y muchas piezas fueron encontradas con los habitantes de La Sauve. La tumba de piedra de San Gerardo estaba rota en varios pedazos y los fragmentos de su sepulcro sirvieron como lápidas para enterramientos particulares.
En 1859, las reliquias de San Gerardo fueron trasladadas de la abadía a la iglesia, donde se conservan. Entonces, el alcalde de La Sauve, Sr. Godefroy, logró recuperar los fragmentos de la tumba. Posteriormente, los trabajadores de la parroquia construyeron un altar que consagra las piedras del antiguo sepulcro, donde habían sido depositados los restos de San Gerardo. La losa funeraria, una figura yacente representa un abad no identificado del siglo XIII y el santuario contiene las reliquias del santo. El altar fue inaugurado en 1890 y el 7 de octubre de 1903 fue clasificado como Monumento Histórico.
El altar de la Santísima Virgen, en nogal macizo, data del XVII XVII siglo encontramos tallados: querubines coronando a la Virgen; columnas con uvas y hojas de vid; capiteles de hojas de acanto. El retablo del altar de Santa María está catalogado como objeto en los Monumentos Históricos desde el 14 de febrero de 1991.

### Benditeras y pila bautismal
- La benditera romana está excavada en el canasto de un capitel de la abadía de la Selva Mayor. La forma del ancla y la de la sección corresponden a una antigua columna encajada. La escultura representa a «Daniel en el foso de los leones» y precedido por medio siglo al que actualmente se encuentra a la entrada del gran absidiolo sur de la abadía.

Aquí, Daniel es un joven amortajado, sentado en un banco entre dos leones plácidos que le lamen las manos. Los leones, con rizos y colas y cogollos recogidos, son típicos del taller de La Sauve. A "Daniel entre dos leones“, inspirado directamente en esta cesta se encuentra en el portal de la iglesia de San Simeón de Bouliac.
La pila está clasificada como un objeto en los Monumentos Históricos desde el 26 de septiembre de 1903.

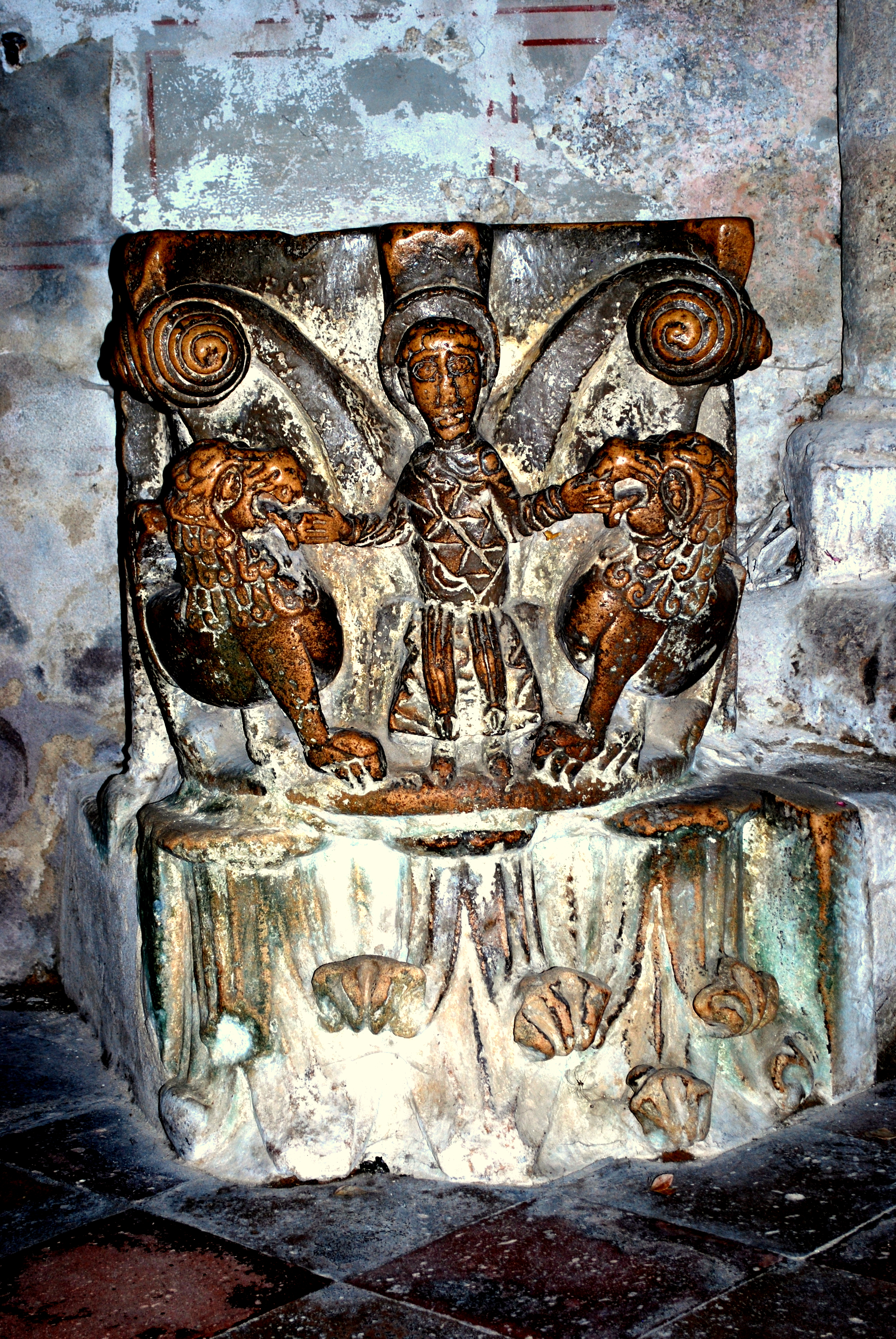
Daniel entre los leones
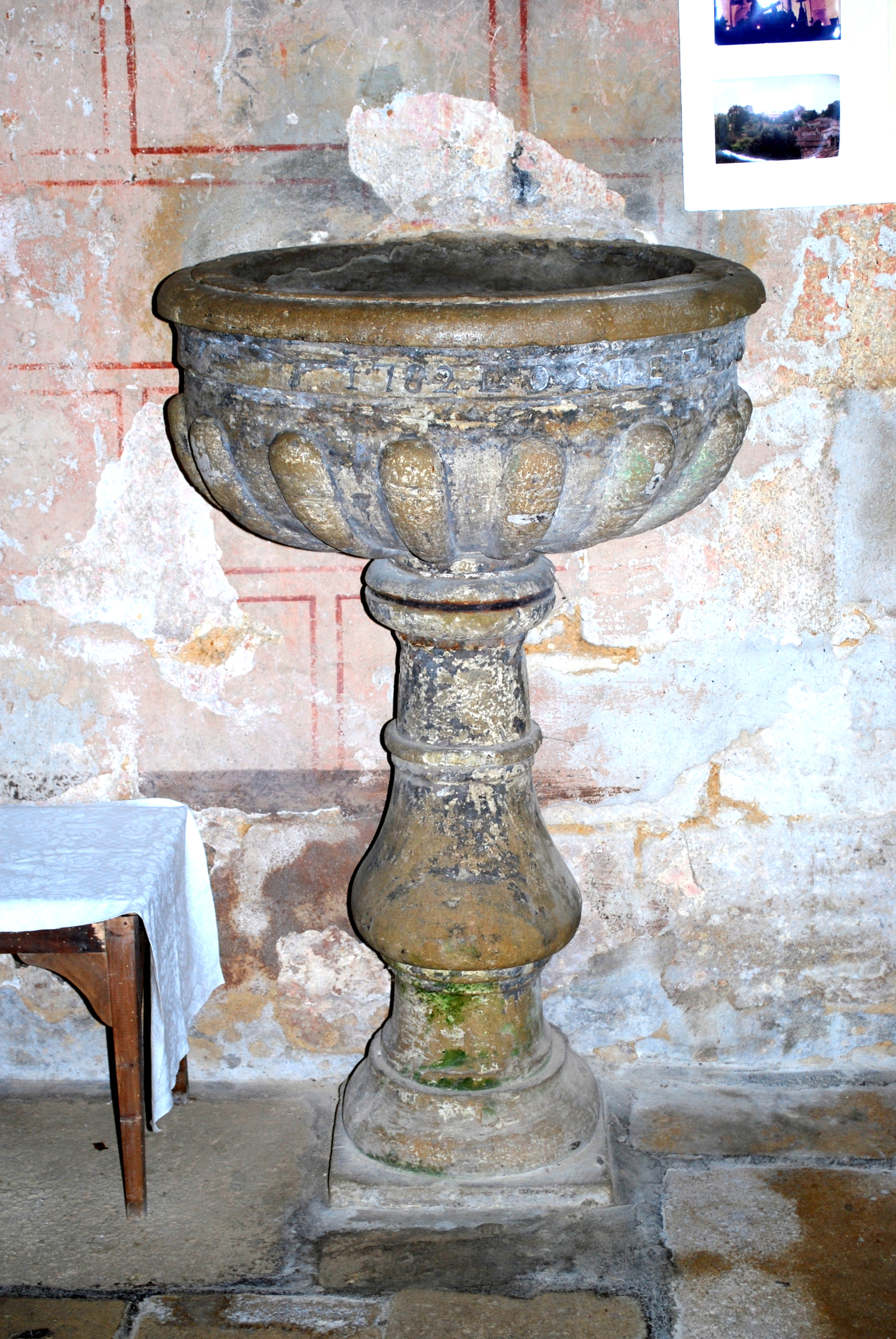
Benditera de piedra
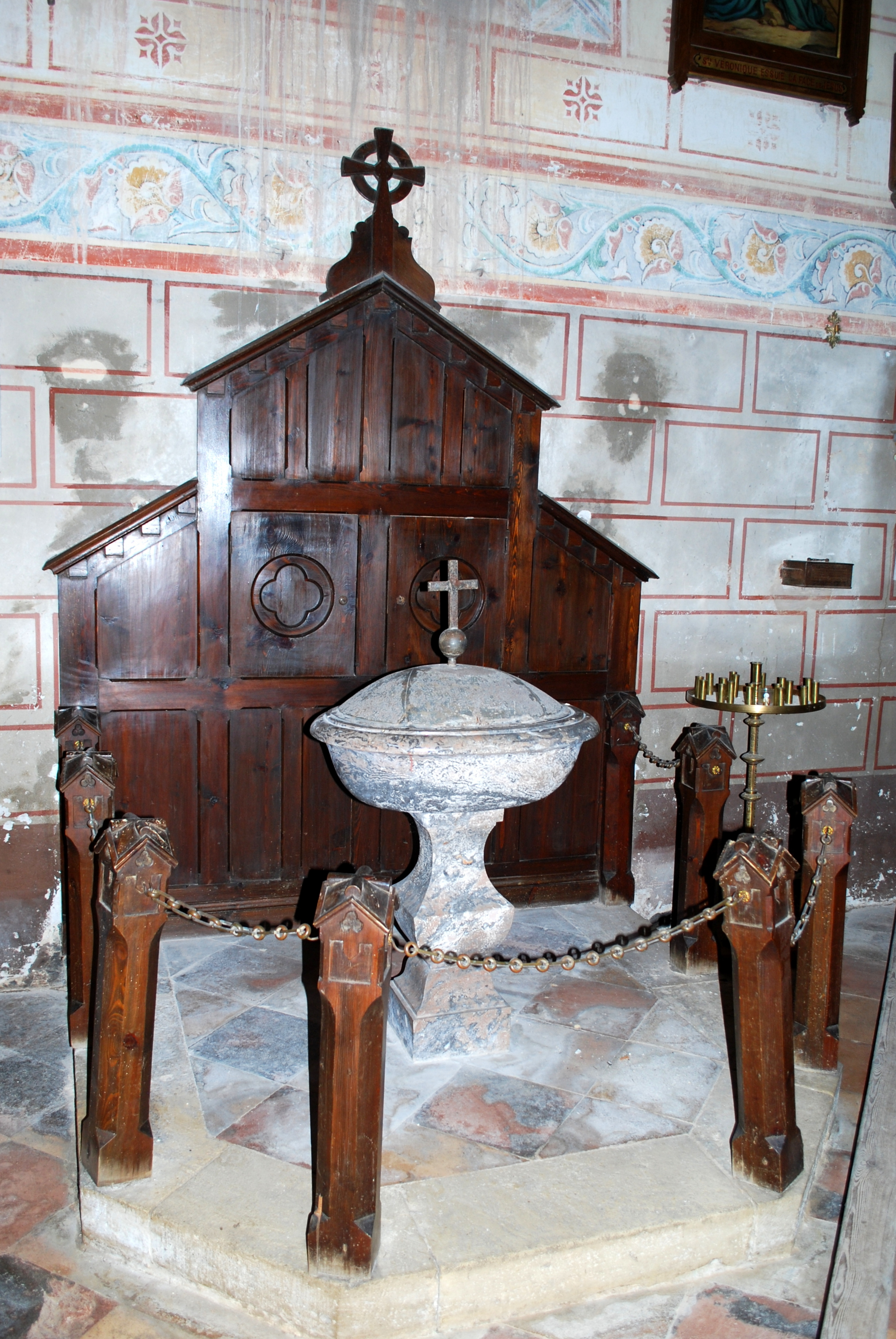
Pila bautismal

- La benditera de piedra, que se encuentra frente al mural de la Crucifixión, data de 1782. Es obra del mismo cantero que hizo la cruz al noroeste del cementerio.
- La pila bautismal de mármol está cerca del muro norte, debajo de la vidriera que representa a San Gerardo.

### Las pinturas murales
El interior de la iglesia está completamente cubierto de murales: en las propias paredes; sobre las bóvedas, sus nervios y sus llaves; sobre las columnas con sus capiteles y el incendio de las ventanas. Todas las pinturas fueron rehechas en 1866, a excepción de la crucifixión del siglo XVI, recientemente descubierto y restaurado en 1995, que adorna el muro occidental. La restauración, realizada con prisas (cuatro meses para el conjunto), con más buena voluntad que fidelidad a los originales, fue radical. Estandarizó el color del revestimiento y la simulación del aparato, demasiado diversificada para el gusto de los restauradores.

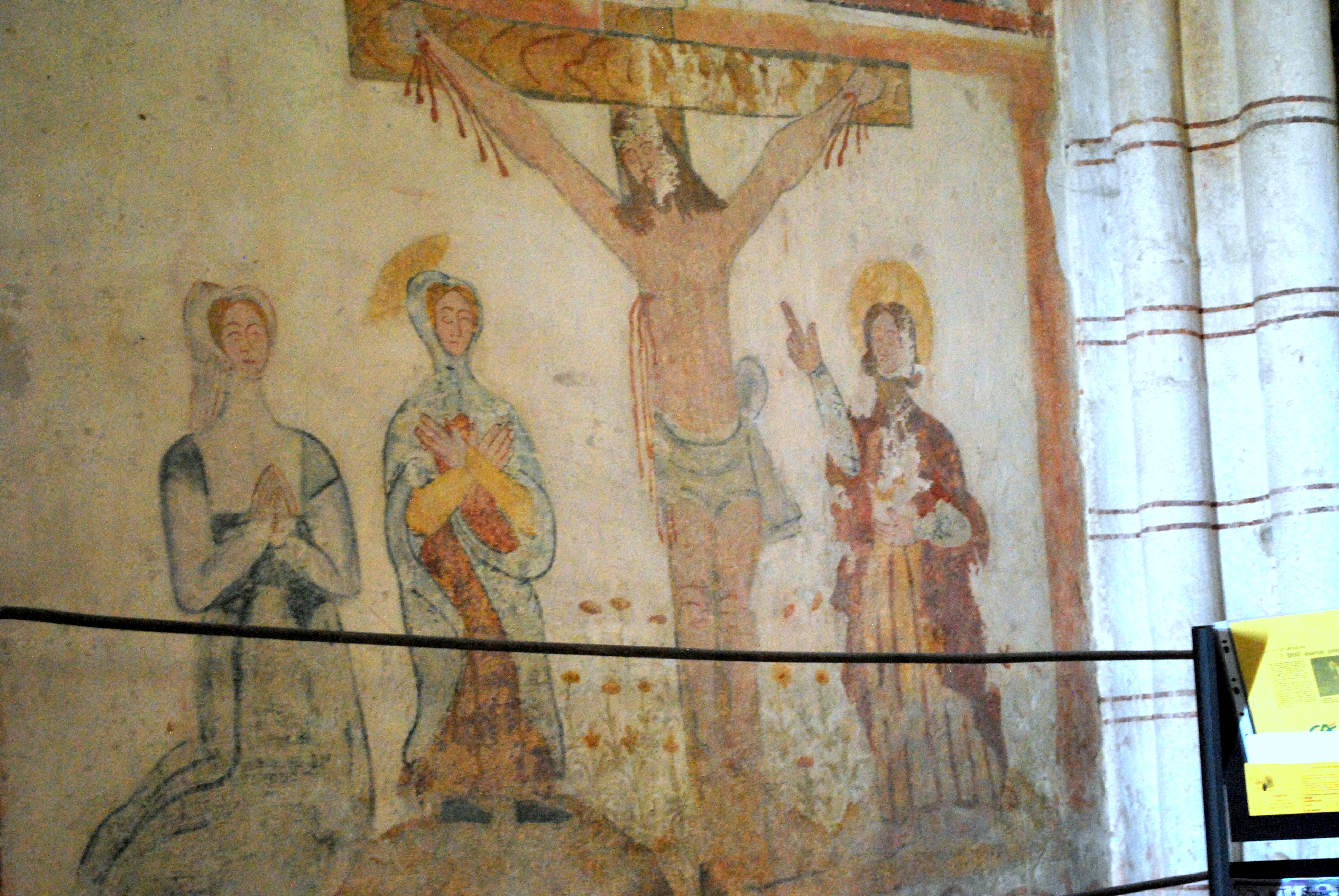
Crucifixión del siglo XVI
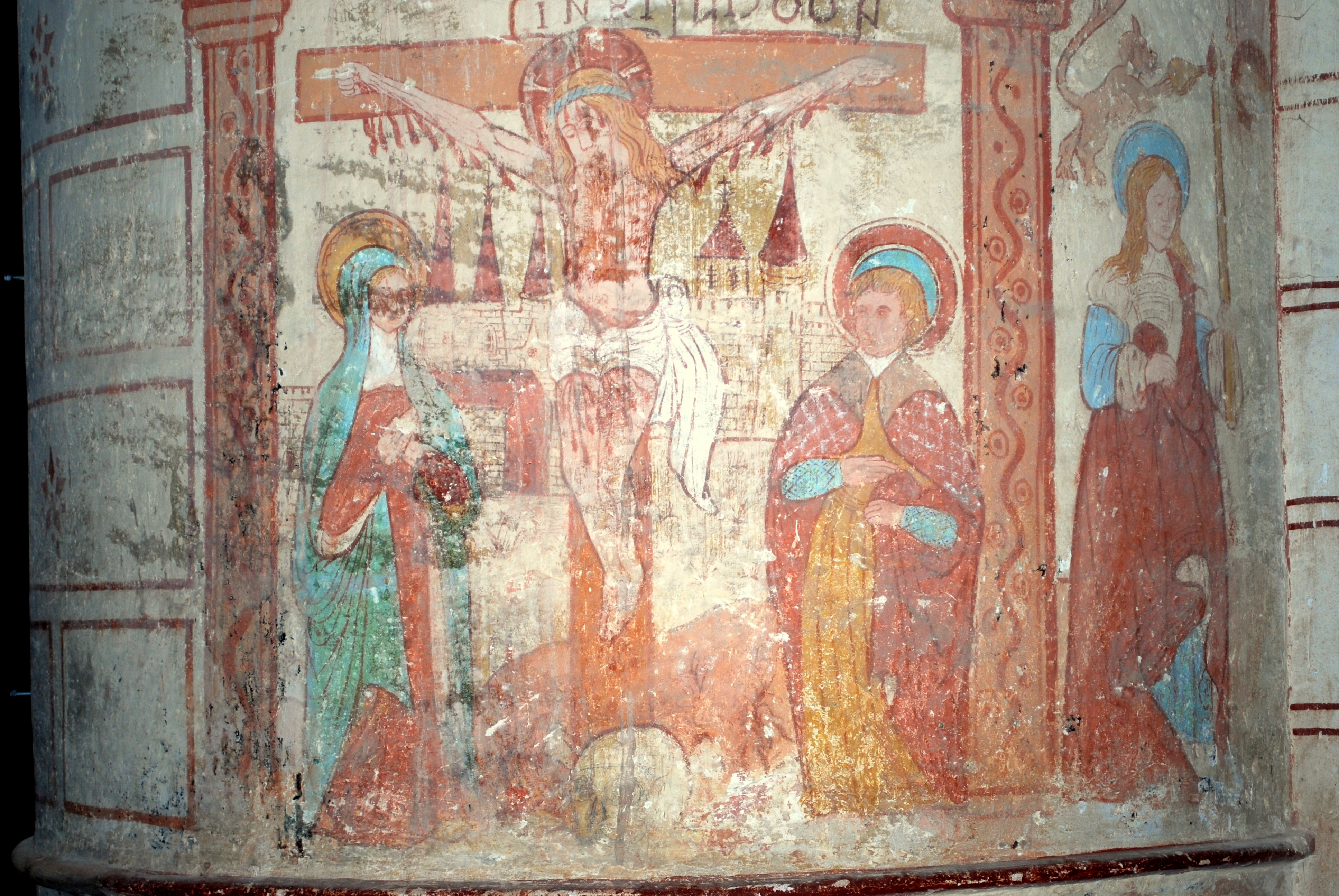
Un Calvario y Santa Genoveva
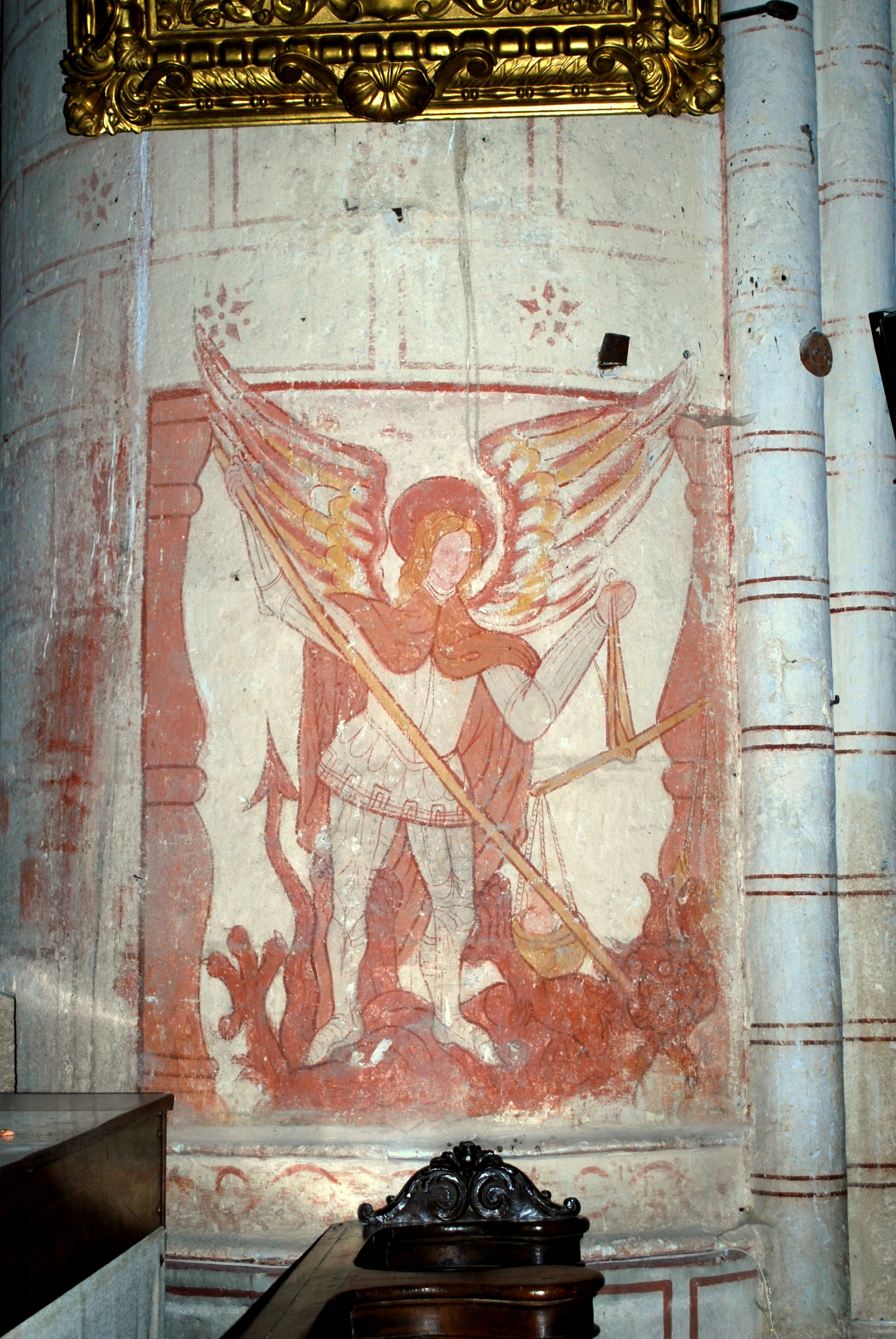
San Miguel
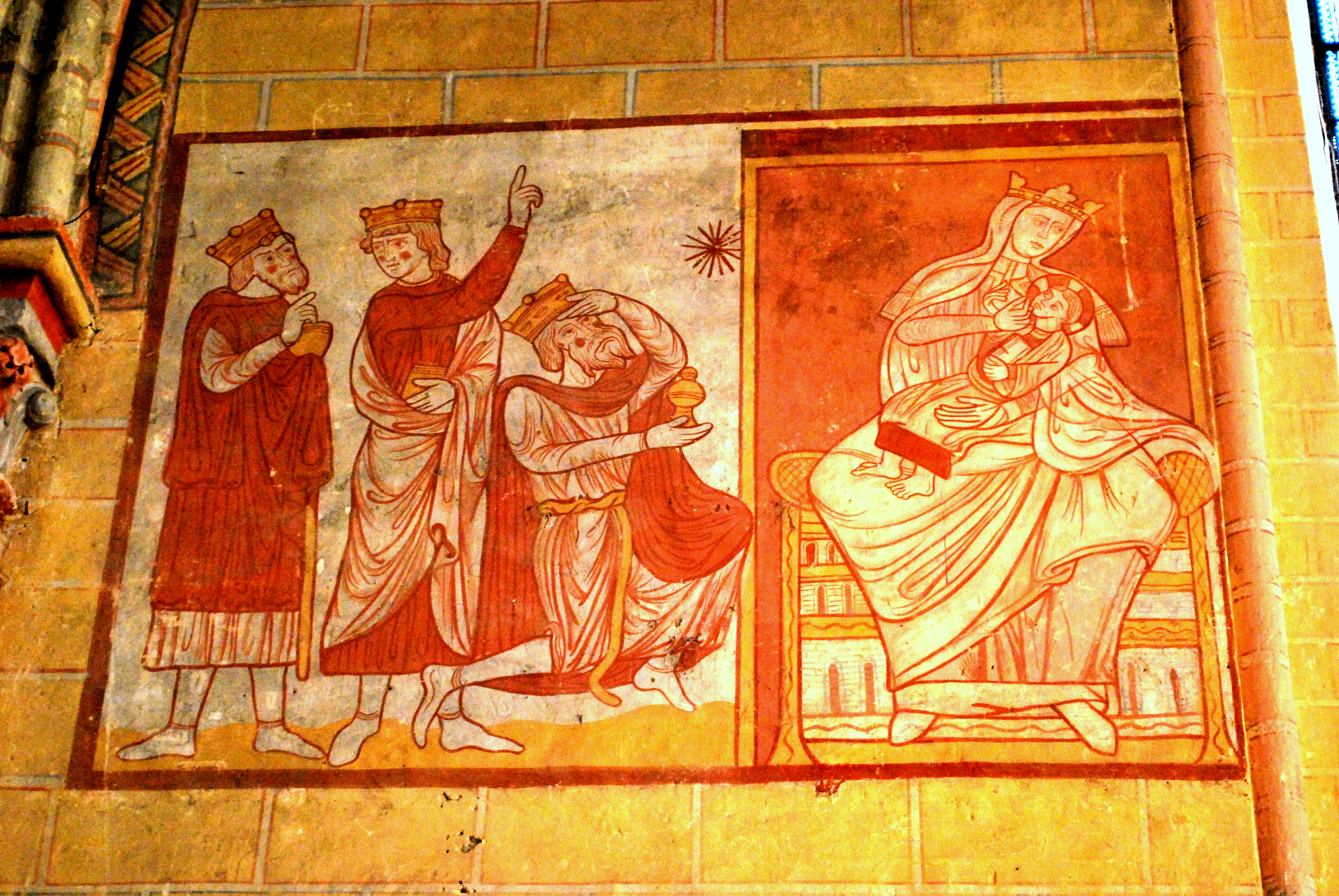
La Adoración de los Reyes Magos

- En el muro occidental, una crucifixión renacentista en su estado original, tras la restauración de 1995.
- El panel pintado sobre un pilar circular fechado en 1566 representa un Calvario. Está cerca de la imagen de Santa Genoveva. Ésta se representa rodeada por un ángel y un demonio, que pugnan por encender y apagar la vela que la santa sostiene en su mano.
- A la derecha del altar de la Virgen, sobre un pilar apoyado en el ábside: San Miguel con armadura sostiene con su mano izquierda la balanza para pesar un alma y con su mano derecha sostiene una lanza que atraviesa la garganta de un demonio.
- En el muro norte del ábside, la pintura representa la Adoración de los Reyes Magos.

Este conjunto pintado, San Miguel, así como el Calvario, están clasificados como objetos en los Monumentos Históricos desde el 30 de noviembre de 1908.

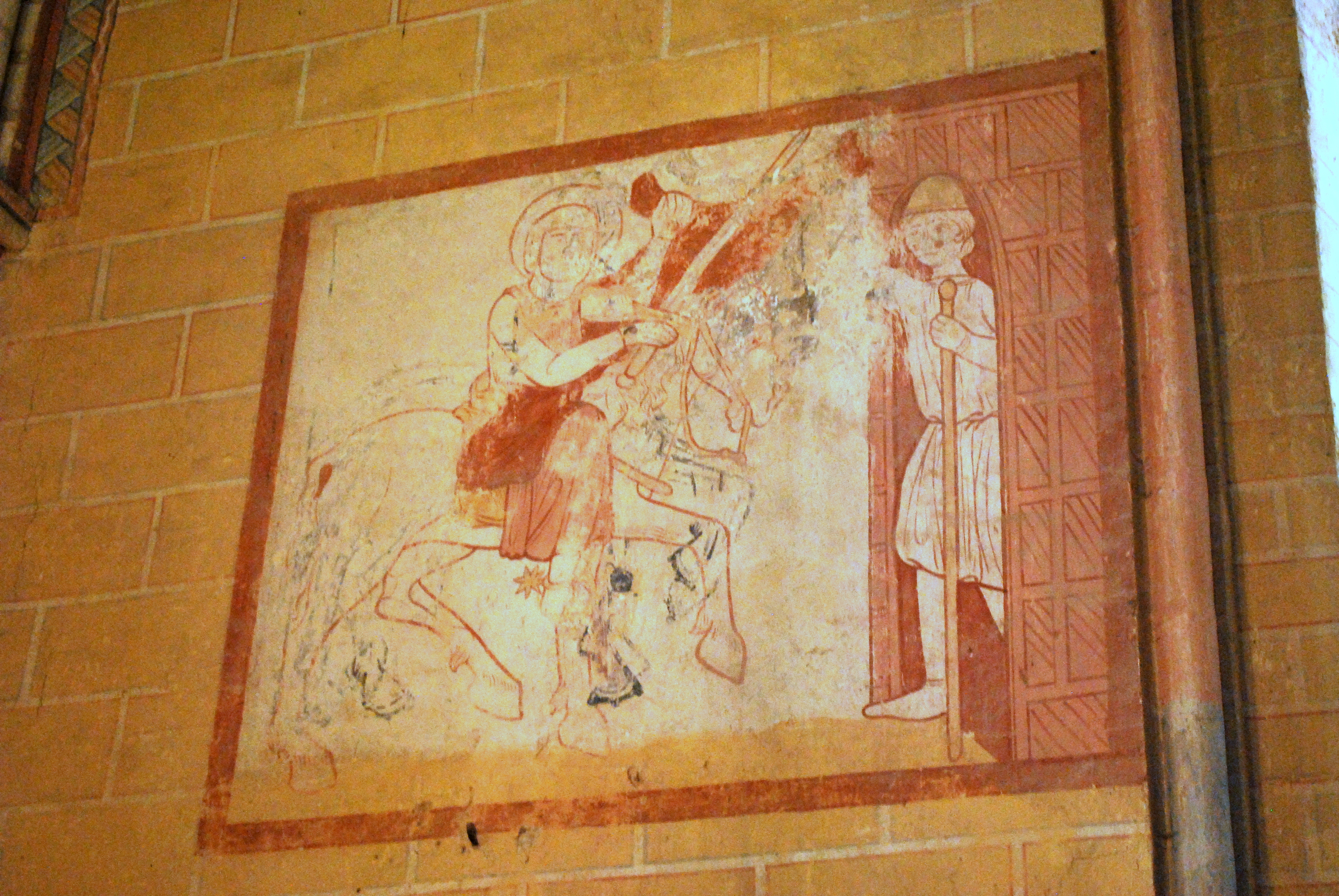
San Martín o Saint Jacques le Matamore ?

En el muro sur del ábside, la pintura representa a San Martín, como un soldado que entrega su capa a un pobre según varias guías turísticas. Esto puede ser lo que el restaurador de 1866 decidió pintar, pero ciertamente no es el motivo original de la pintura. Cuando miramos este pastiche, ejecutado en ocre rojo en 1866, podemos ver fácilmente los contornos negros del dibujo original. Podemos distinguir fácilmente los cuartos traseros de un caballo encabritado levantando las dos patas delanteras y notamos la representación de la herradura con grandes clavos en las pezuñas, que es típicamente románica. Es improbable que un San Martín partiera con su espada la clámide con la que iba cubierto, sobre un caballo al ¡galope o encabritado! Es mucho más probable que la imagen que se esconde bajo este 'San Martín' sea la de Santiago Matamoros, muchas veces representado como un caballero en combate que blande su espada a la izquierda y sostiene la 'Cruz y el estandarte' en la derecha (bandera de Clavijo). En ese momento Santiago era el patrón de las cruzadas de la Reconquista española y la iglesia era un paso hacia Santiago. Además, el santo guerrero sobre un caballo blanco es aclamado por un peregrino de pie en un umbral, apoyado en un bastón, que nada tiene que ver con los pobres, casi desnudos, a los que nadie había hecho la caridad descrita en la leyenda áurea.

### Las vidrieras
Todas las vidrieras datan del siglo XIX, excepto la del vano central del triplete, que data del siglo XVI.
- Las dos vidrieras del muro norte de la nave representan: San Gerardo, fundador de la iglesia y de la abadía y San José, padre adoptivo de Jesús de Nazaret.
- En el muro sur de la nave las vidrieras representan: Santa Catalina; Santa Juana de Francia y Santa Germaine de Pibrac
- A cada lado del coro vidrieras grises.
- Sobre el altar de la Virgen las vidrieras representan la Anunciación, a la izquierda el ángel Gabriel ya la derecha María.
- La ventana central del triplete representa a San Pedro. Está fechado (1534) y clasificado[9] como objeto en los Monumentos Históricos desde el 26 de septiembre de 1903.

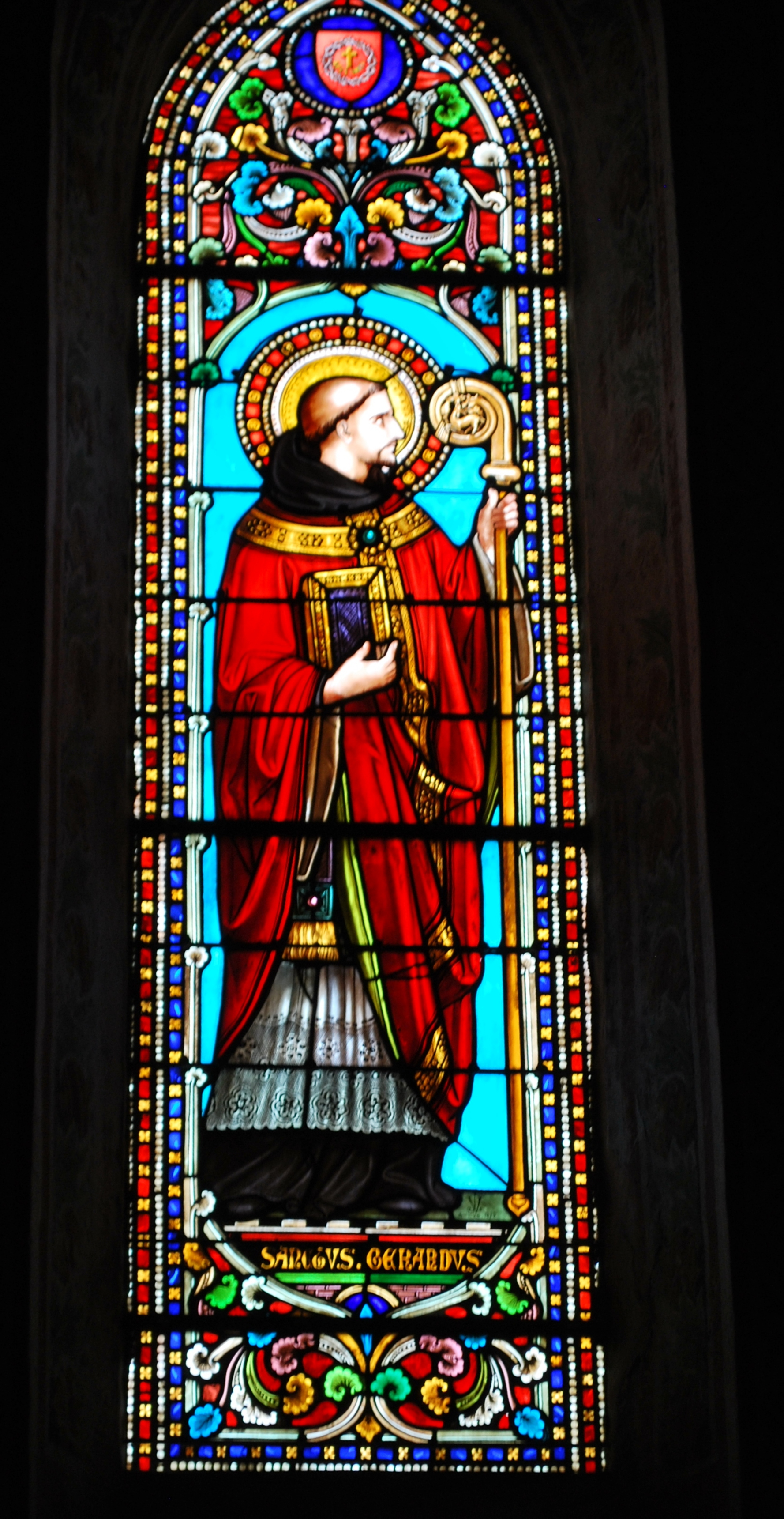
San Gerardo
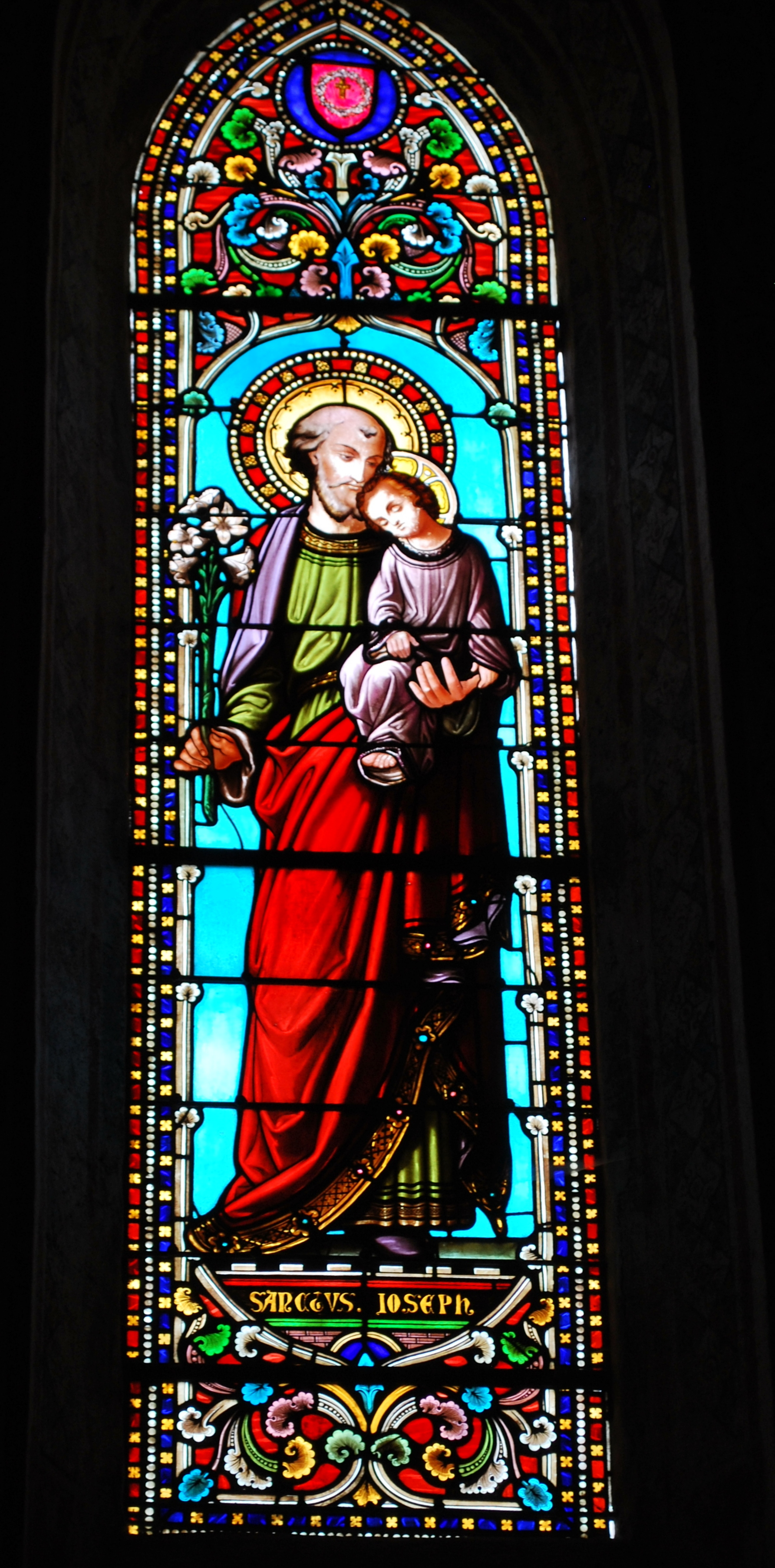
San José
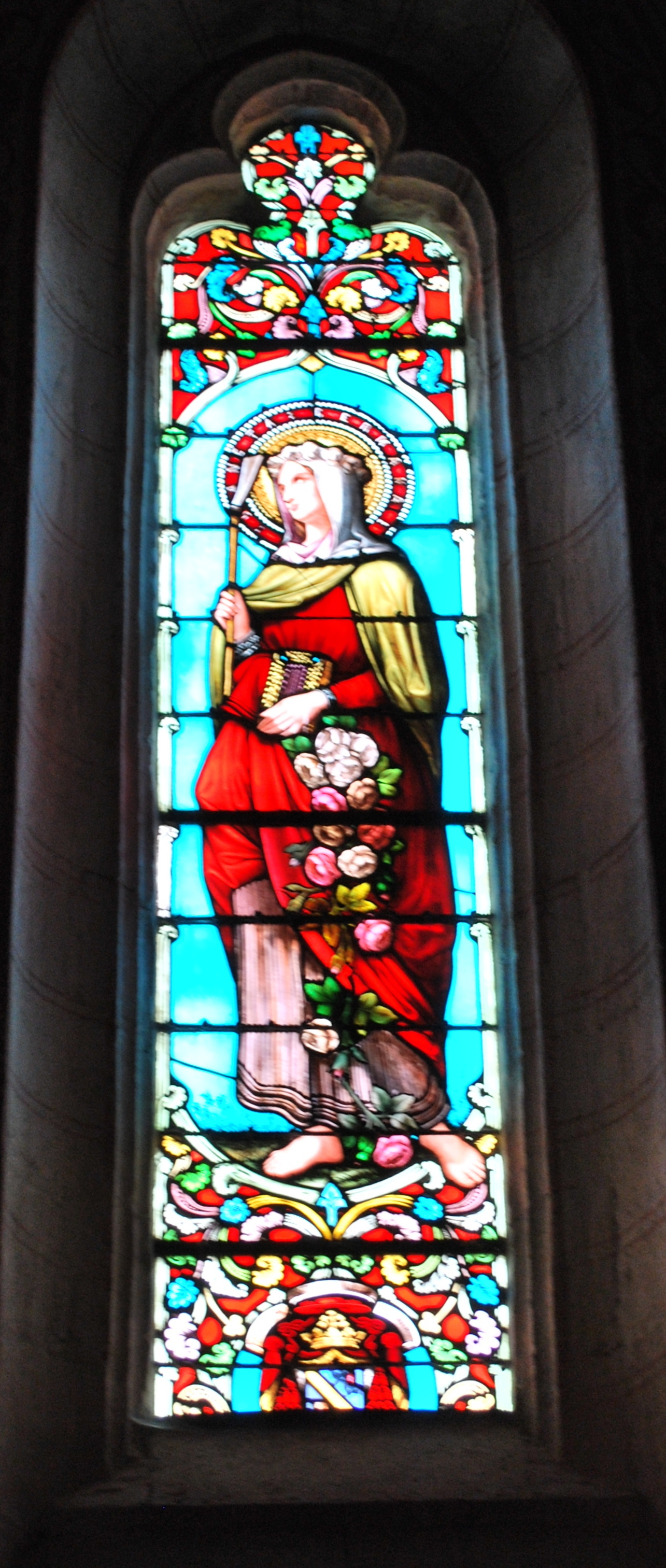
Santa Germana de Pibrac
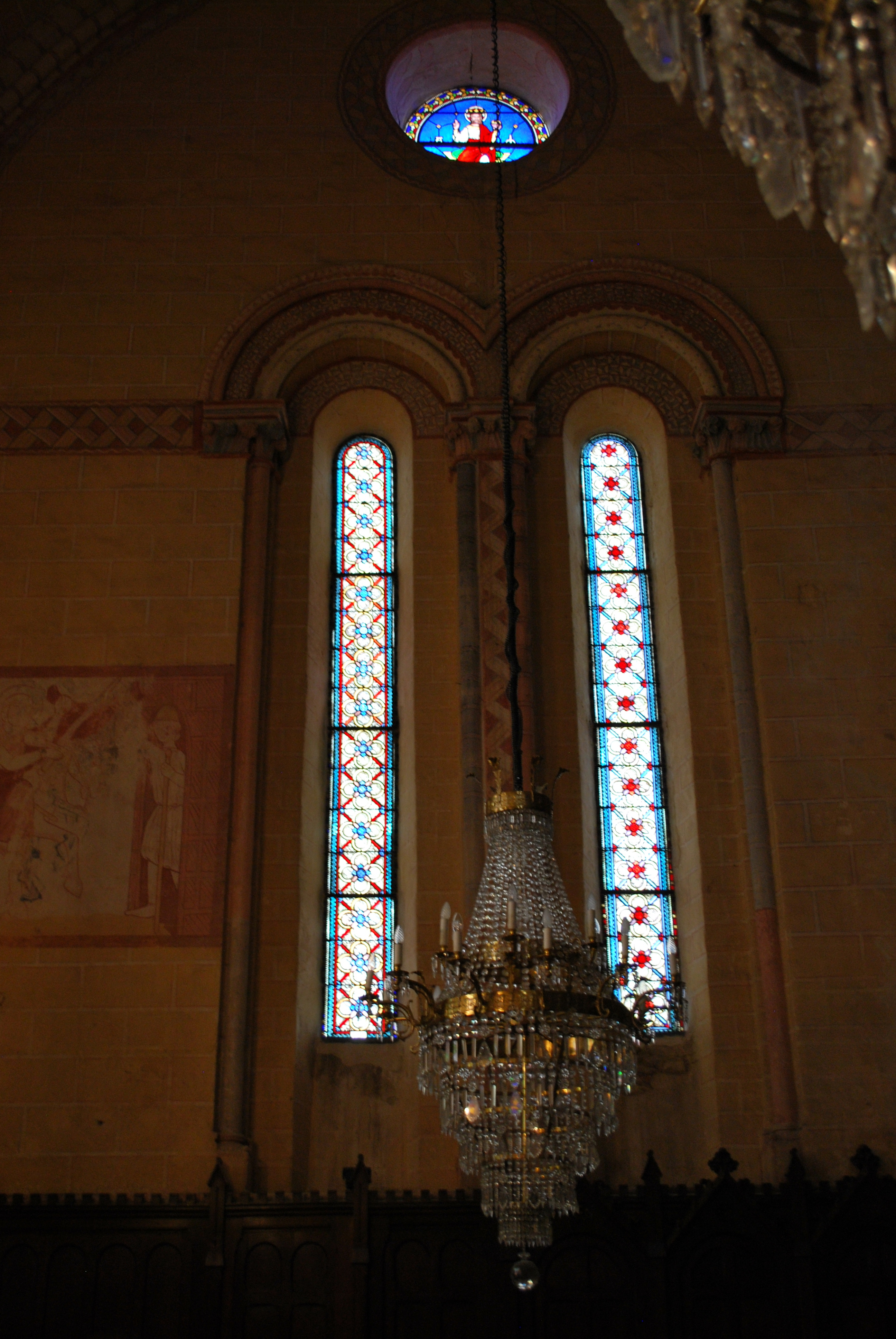
Vidrieras grises
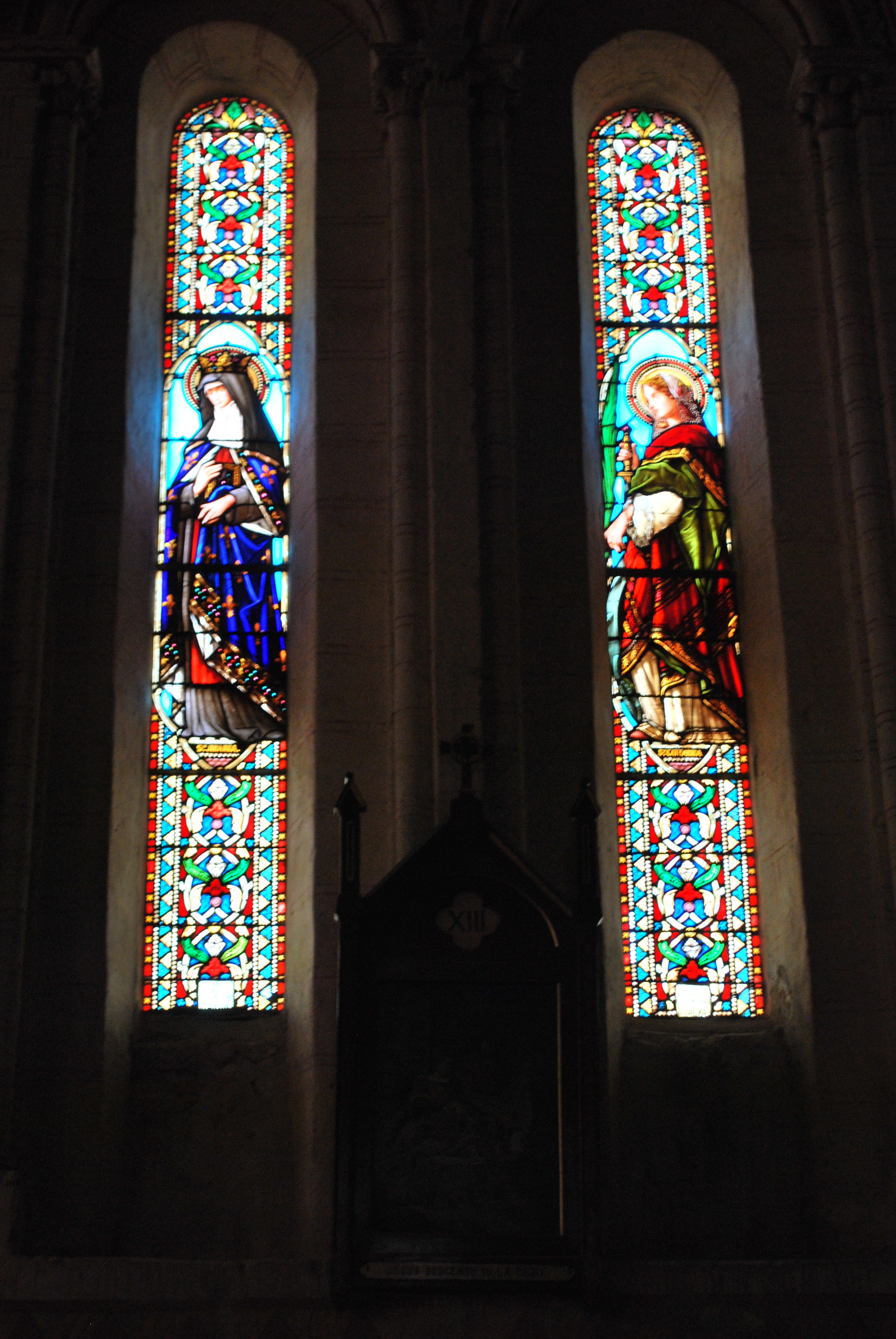
Santa Juana y Santa Catalina
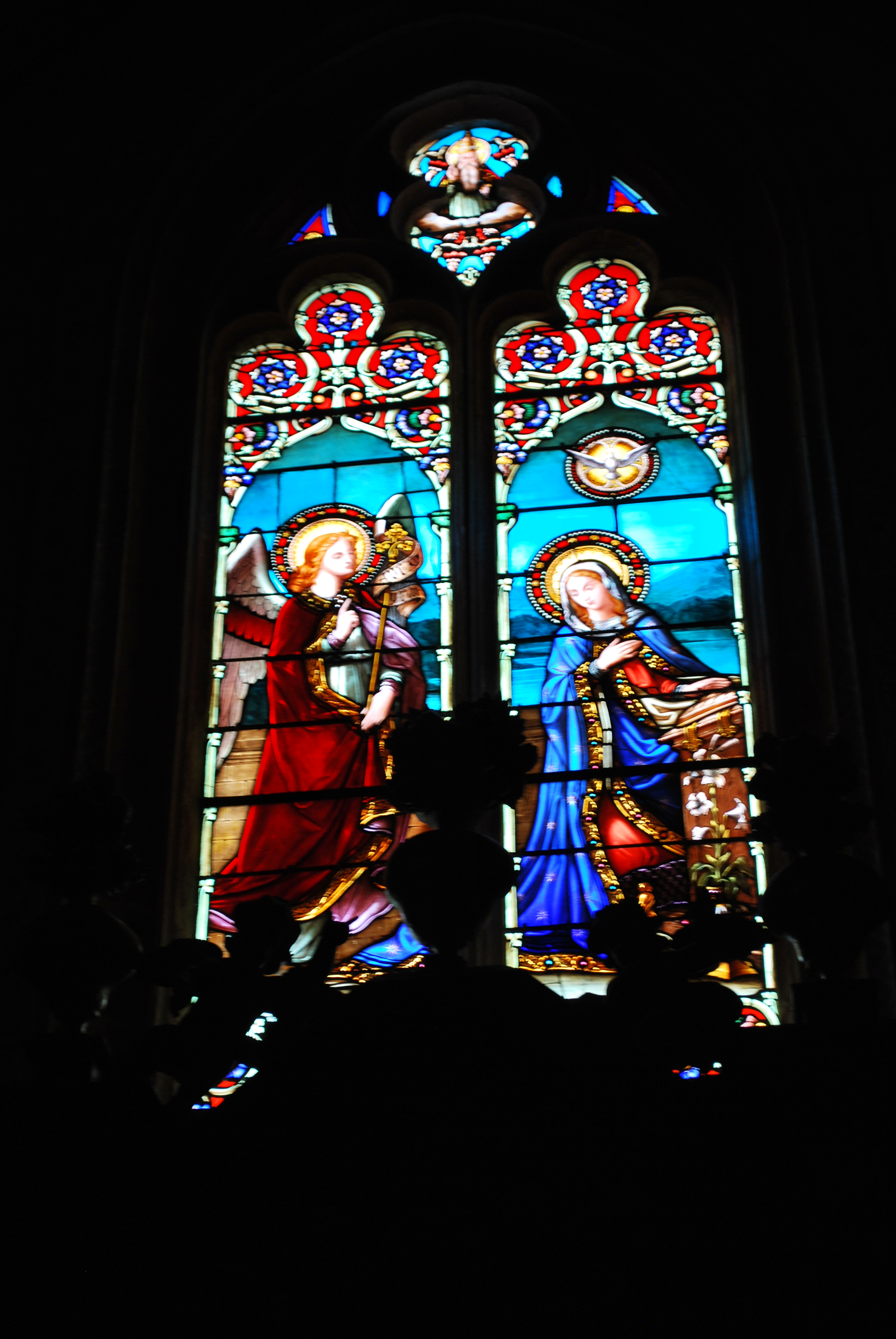
La Anunciación
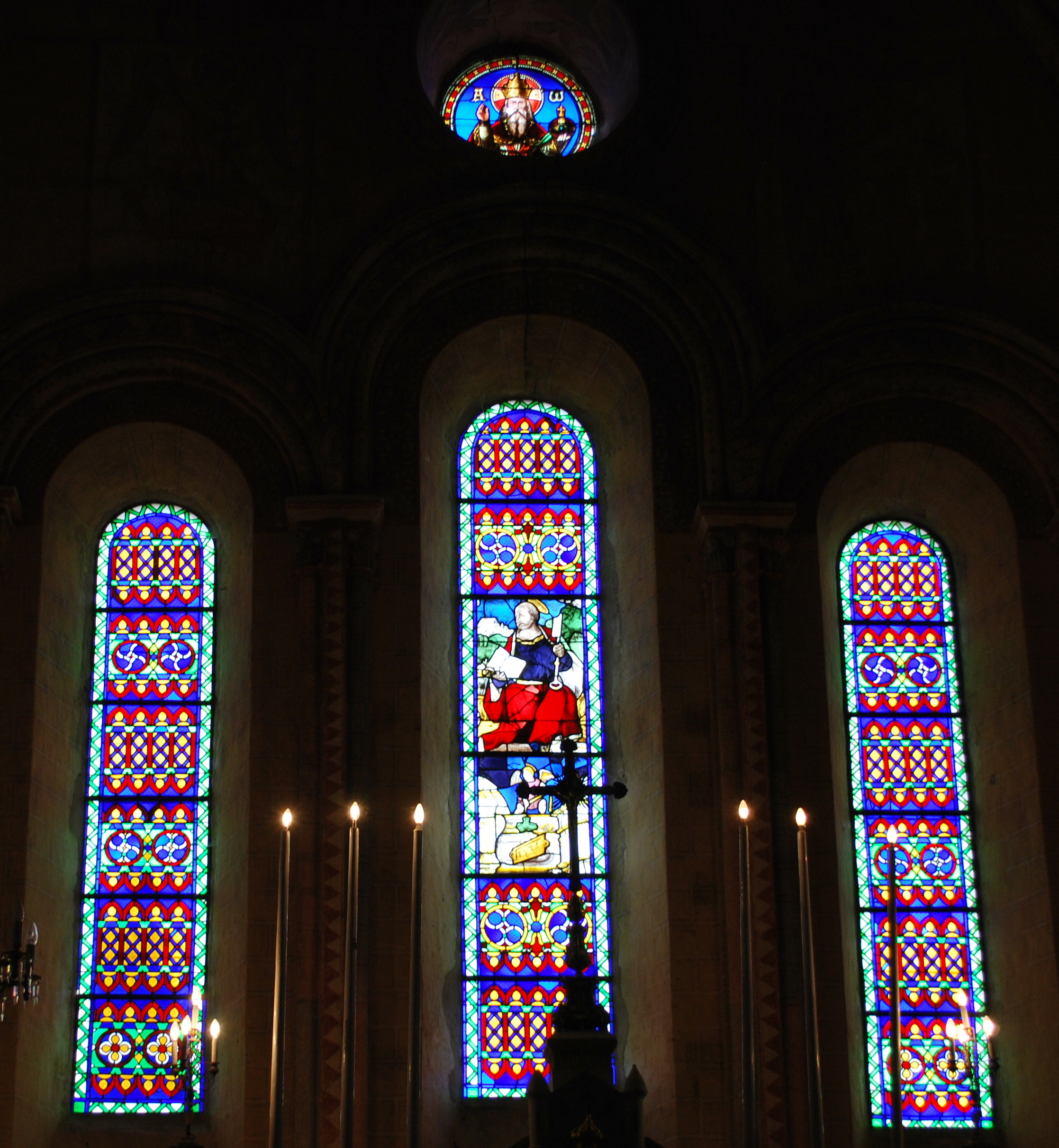
El triplete
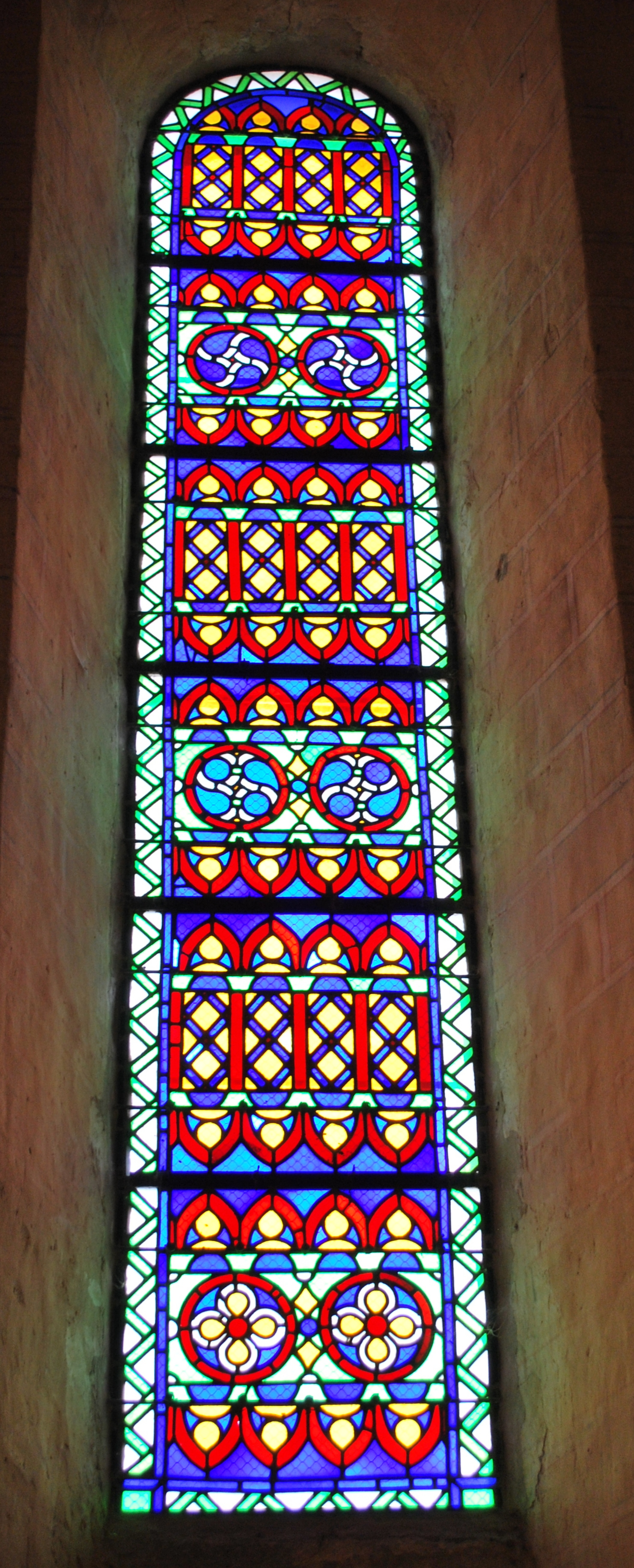
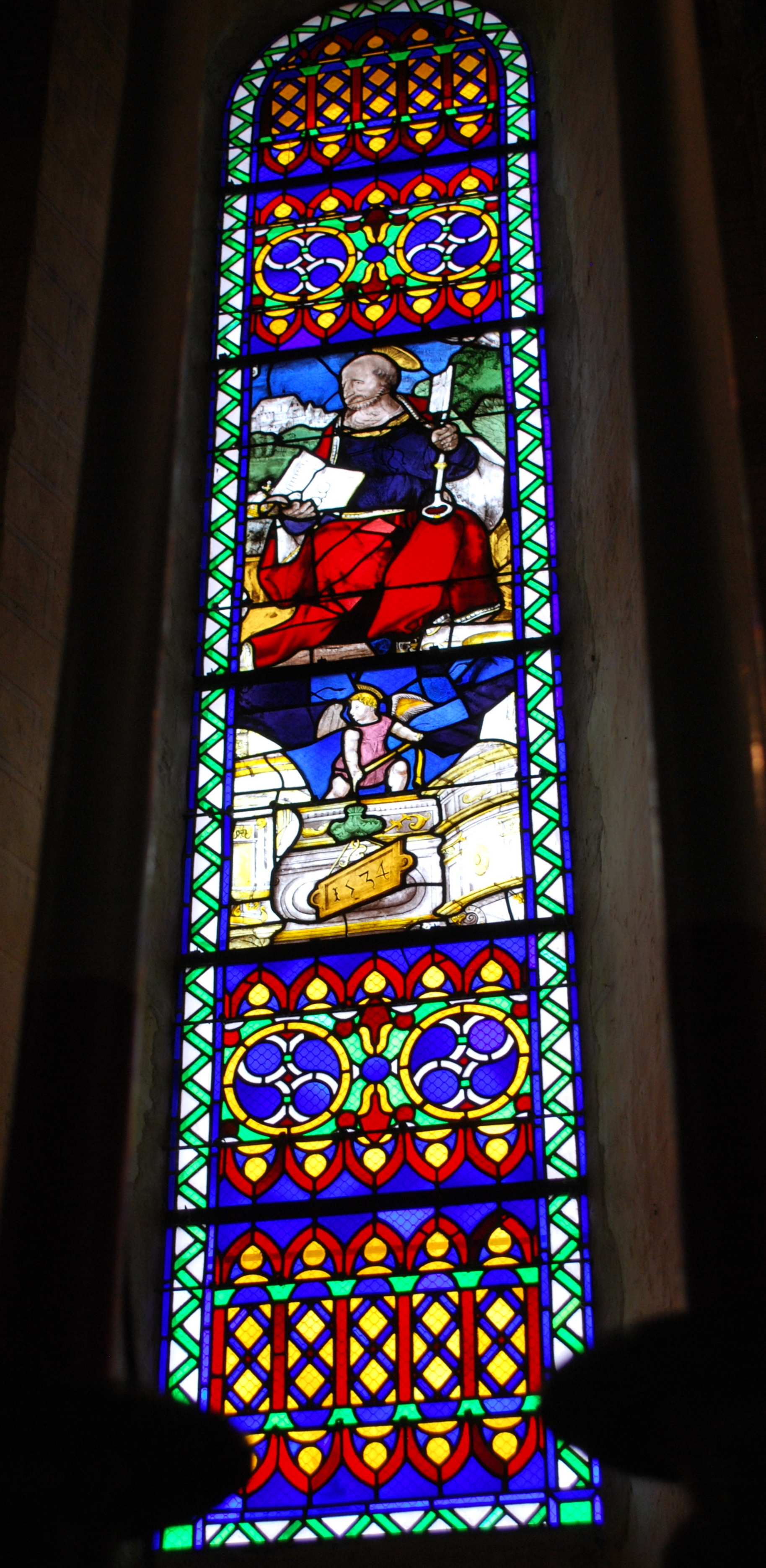
San Pedro
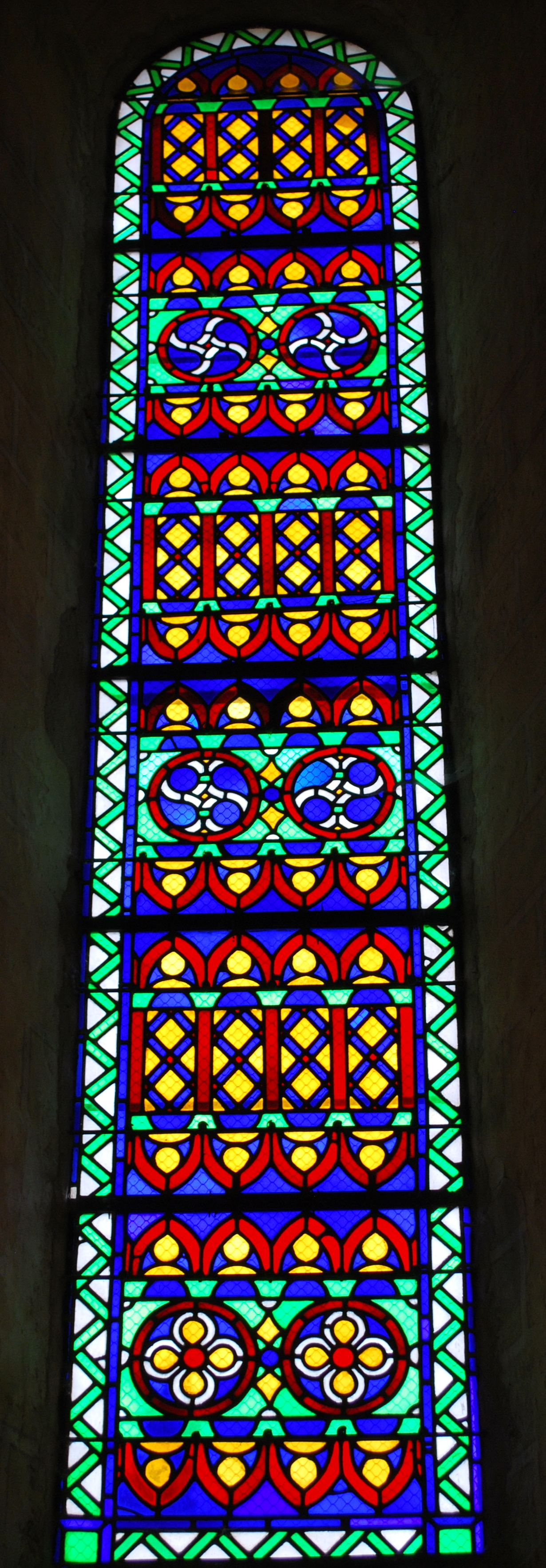

### Órgano de Gounod
Desde 2020, el patrimonio de la iglesia se enriquece con el órgano de salón de Charles Gounod, compositor francés nacido en 1818.
Este órgano había sido encargado por Gounod a Aristide Cavaillé-Coll en mayo de 1878. Después de la muerte de Gounod el 18 de octubre de 1893, el órgano permaneció durante algunos años en el 20 de Place Malesherbes en París, ahora Place du Général Catroux, en el distrito 17. En 1934, 40 años después del funeral nacional del célebre compositor, su hija Jeanne donó el órgano al Instituto Regional para Sordos y Ciegos de Burdeos (IRSA). En 2009, el órgano fue clasificado como Monumento Histórico. En 2016, IRSA donó este órgano al Ayuntamiento de La Sauve. Su restauración se encargó al organero Stéphane Pesce de Pau. El instrumento fue inaugurado y bendecido por Monseñor James, Arzobispo de Burdeos, el sábado 19 de junio de 2021.
El órgano está en la nave lateral, cerca del altar de la Virgen.

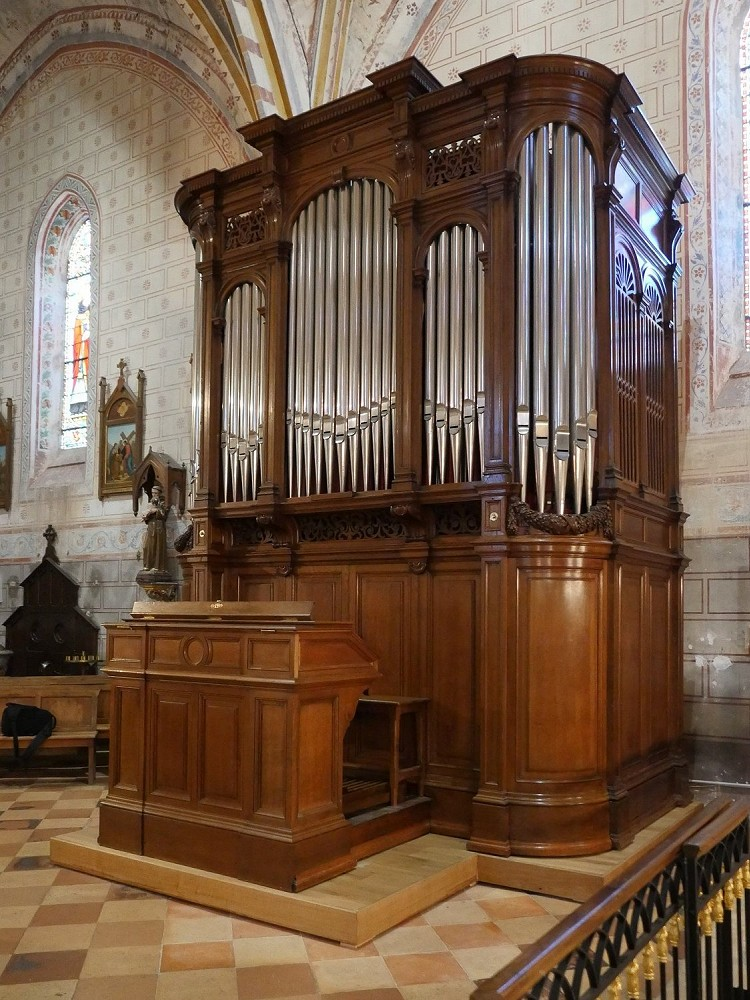
Órgano de Charles Gounod en la iglesia de Saint-Pierre

### Las cruces del cementerio
El cementerio de la iglesia de San Pedro tiene forma triangular. En cada uno de sus ángulos hay una cruz, que data del siglo XV o XVI. El conocido grabado de Léo Drouyn posterior no se corresponde con la disposición real de las cruces en el cementerio.
- La cruz en la esquina noroeste se eleva sobre cuatro escalones octogonales en el lado este y cinco en el lado opuesto. La base y el pedestal son cuadrados. El fuste es cuadrado, sus ángulos están flanqueados por pilastras prismáticas. En la parte inferior del barril la fecha : lmccccc (1500). La cruz en sí es más moderna. Vemos en la parte superior, el sol, la luna y la inscripción : LHOSTÉ FECIT 1780 . Es el mismo cantero quien, en 1782, realizó la pila pedicular que se encuentra en el interior de la iglesia.
- La cruz en la esquina suroeste se eleva sobre dos escalones pentagonales al oeste y tres al este. Está menos ricamente decorado que el del noroeste. El eje está truncado y la cruz ausente.
- Al este la cruz es llana: de base cúbica y fuste octogonal sin escultura.

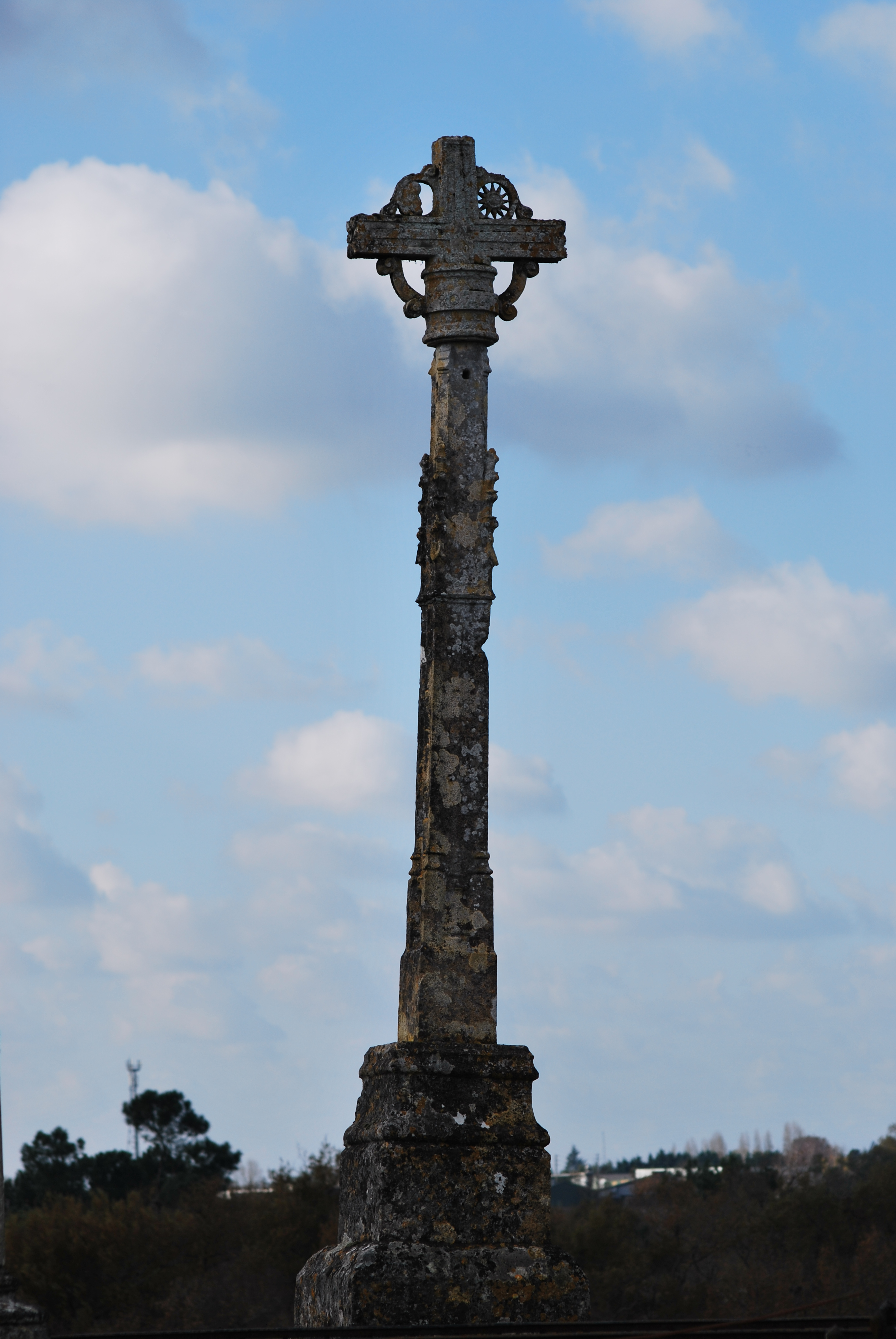
La cruz del noroeste
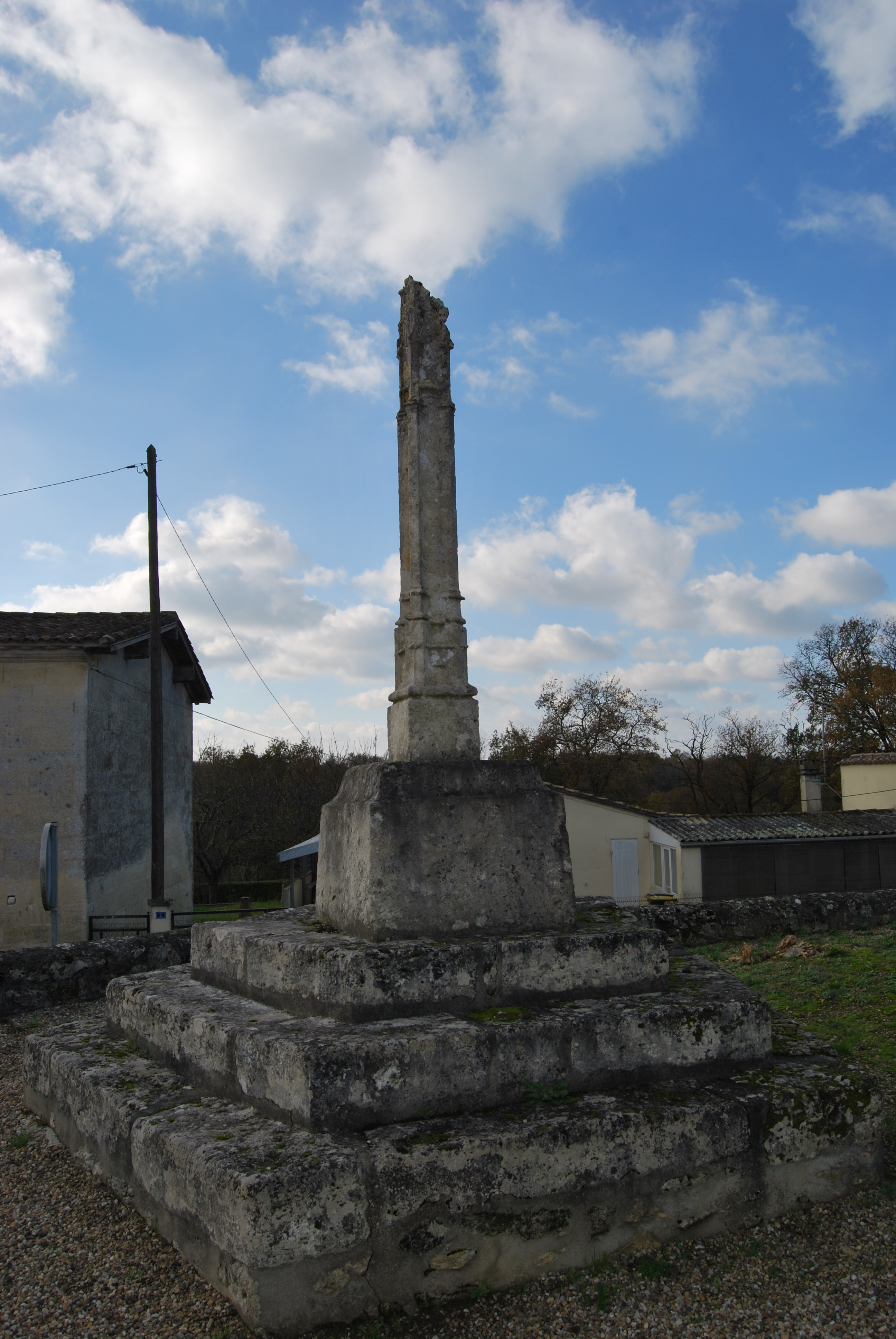
La cruz del suroeste
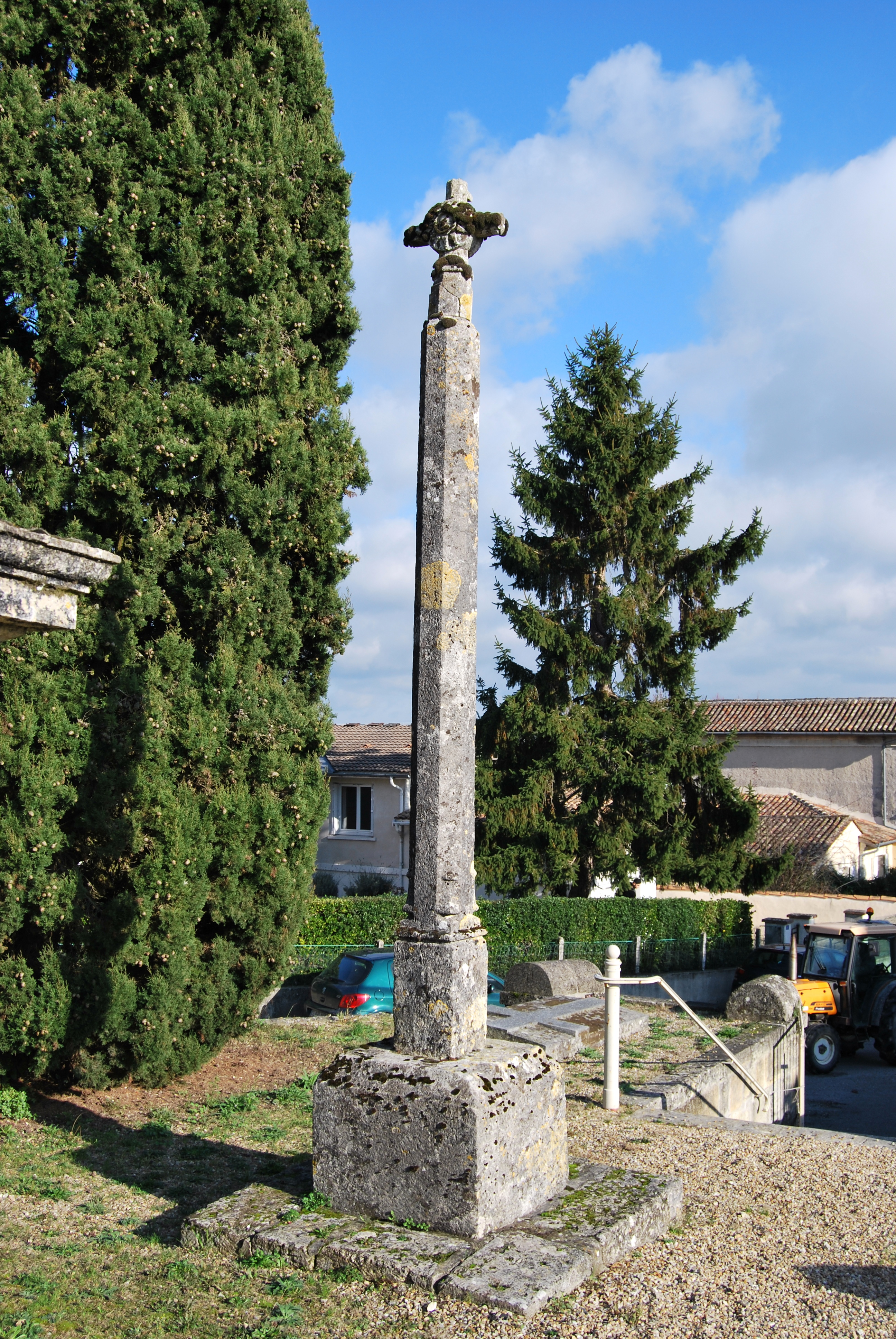
La cruz oriental
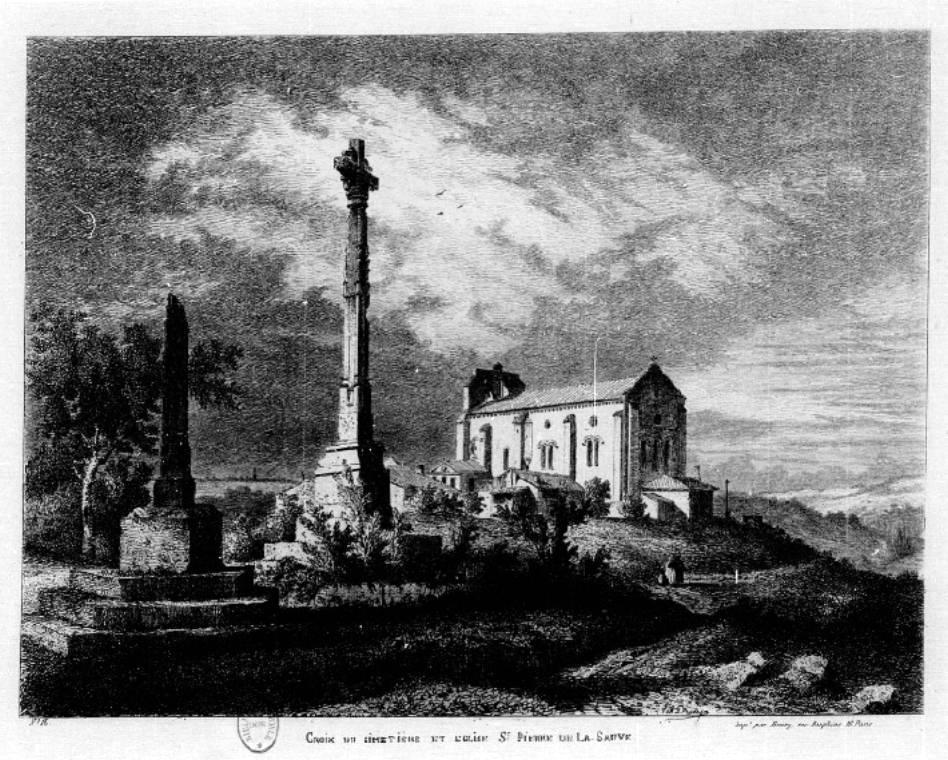
Grabado de Léo Drouyn

La iglesia está clasificada como monumento histórico por orden del 5 de agosto de 1920.